# 亞美尼亞第一共和國
亚美尼亚第一共和国，正式名稱為亚美尼亚共和国（亚美尼亚语：Հայաստանի Հանրապետութիւն，罗马化：Hayastani Hanrapetut'yun），又稱亚美尼亚民主共和国（Դեմոկրատական Հայաստանի Հանրապետություն），是亚美尼亚历史上第一个现代化的民主共和国，也是自中世纪以来第一个独立的亚美尼亚人国家。1917年俄国革命导致了俄罗斯帝国的覆灭，在短命的外高加索联邦解体之后，亚美尼亚革命联盟（达什纳克）乘机建立了共和国政权。其议会的203个席位中有103个由亚美尼亚革命联盟占据。它成立时它的北边邻格鲁吉亚民主共和国，西边邻奥斯曼帝国，南边邻波斯帝国，东边邻阿塞拜疆民主共和国。首都为埃里温市。
1918年，新成立的共和国立刻陷入了与奥斯曼帝国的战争。领土一度收缩至塞万湖周围的一小片领土上。《穆兹罗斯停战协定》签署后，亚美尼亚共和国的边界得以扩大。随后它又与邻国格鲁吉亚爆发了一系列边境冲突。1919年春，在大英帝国的支援下，亚美尼亚的领土扩张至卡尔斯与纳希切万等地，但随后就在当地的穆斯林起义中失去了这些领土。1919年末，阿塞拜疆又对亚美尼亚的赞格祖尔地区发动了进攻。战事逐渐平息后，1920年3月，侨居阿塞拜疆的亚美尼亚人又在纳戈尔诺-卡拉巴赫发动了叛乱。1920年4月阿塞拜疆苏维埃化，叛乱才随之结束。1920年8月，来自亚美尼亚共和国的代表签署了《色佛尔条约》，这一条约让亚美尼亚共和国又向西扩张了四万平方英里（10万平方公里）的领土。但因为希土战争中协约国的失败，条约并未被正式履行。穆斯塔法·凯末尔领导的大国民议会政府在战后便向亚美尼亚发起了战争。最终独立的亚美尼亚共和国被苏俄成立的亚美尼亚苏维埃社会主义共和国所替代，而现代亚美尼亚的土地疆域实际上是在苏联时代才得以确定。
1920年亚美尼亚第一共和国的疆域包括今天亚美尼亚的大多数地区、卡尔斯、厄德尔和阿尔达汉的部分地区。亚美尼亚共和国与阿塞拜疆之间存在关于纳希切万、纳戈尔诺-卡拉巴赫、休尼克的领土争议。而在和格鲁吉亚的边境线上，亚美尼亚共和国称拥有洛里的主权，但是这个地区当时受格鲁吉亚管理。亚美尼亚军队占据了与阿塞拜疆存在领土争议的地区，在当地建立了有效的行政管理系统。而阿塞拜疆则继续宣称拥有这些地区的主权。
政治方面，亚美尼亚议会与政府主要由达什纳克党主导。亚美尼亚人民党和社会民主洪查基安党等党派同样具有一定影响力。
在从成立到灭亡的短暂两年半中，亚美尼亚第一共和国和四十个国家建立了外交关系，进行了第一次议会选举，建成了亚美尼亚第一所大学。对后世亚美尼亚的历史产生了深远影响，尤其是在重建国家方面。

## 背景

奇里乞亚亚美尼亚王国的徽章，其位于安纳托利亚半岛的小亚美尼亚地区。

奇里乞亚亚美尼亚王国于1375年被马穆鲁克王朝灭亡后，亚美尼亚人便失去了他们最后的独立政权。此后几个世纪，亚美尼亚高原长期被穆斯林化的突厥人和波斯人统治。1502年，萨法维王朝征服了亚美尼亚，但随后就在和奥斯曼帝国的战争中将西亚美尼亚割让与奥斯曼帝国。1801年，俄罗斯帝国吞并了卡拉巴赫汗国，又在1828年吞并了附属于卡扎尔王朝的埃里温汗国和纳希切万汗国，占领了亚美尼亚全境。随后，大批受到压迫的亚美尼亚人从波斯与奥斯曼帝国迁回俄属亚美尼亚，接受俄罗斯帝国的管辖。由于亚美尼亚人大批迁居，亚美尼亚人在纳戈尔诺-卡拉巴赫，埃里温等地区重新成为了主流民族，这些地区后来成为了独立后的亚美尼亚的核心领土。
第一次世界大战爆发后，俄罗斯帝国与奥斯曼帝国在高加索地区爆发了旷日持久的战斗。1916年，俄军在东安纳托利亚发起了攻势，并占领了包括凡城，比特利斯省，埃尔祖鲁姆省，特拉布宗等地区。由于此前奥斯曼帝国对亚美尼亚人的迫害与屠杀，当地亚美尼亚人大多支持俄军。俄罗斯境内外招募的几个亚美尼亚营同样跟随俄军参与了多场战斗。然而，俄罗斯军队在达到目的后却开始阻止奥斯曼帝国境内的亚美尼亚人进入俄罗斯境内，甚至解散了这些亚美尼亚营。
二月革命爆发后，俄国临时政府才告知亚美尼亚人，允许亚美尼亚人重返家乡的承诺只不过是空头支票，先前负责保护亚美尼亚难民的俄罗斯士兵也逐渐离开。亚美尼亚人此时意识到他们需要一个独立的，属于他们自己的政府。早在布尔什维克革命之前（1917年10月），亚美尼亚人就已组织了一个国家议会，负责组织独立事宜。
1917年11月7日，十月革命爆发，弗拉基米尔·列宁领导的布尔什维克政府上台。直到此时亚美尼亚人才了解到沙皇政府的企图。沙皇政权与三国协约曾签署过一个分割奥斯曼帝国的战时秘密协约。按照协约，战后俄罗斯帝国将获得奥斯曼帝国的中东领土，西安纳托利亚和奇里乞亚，并且将哥萨克族迁入伊斯坦布尔和北安纳托利亚。俄罗斯人从来没有计划过把亚美尼亚高原还给亚美尼亚人。因此，亚美尼亚人大多欢迎推翻沙皇的革命，但他们多数对苏维埃政权持反对态度。

亚美尼亚革命联盟（达什纳克）的党旗

1917年11月11日（俄历24日），亚美尼亚的达什纳克，阿塞拜疆的穆萨瓦特，格鲁吉亚的孟什维克党人在格鲁吉亚孟什维克领袖诺伊·佐达尼亚的呼吁下，决定组织梯弗里斯会议，倡导高加索应该地方自治，谴责布尔什维克党非法夺权，高加索各民族应该静待秩序恢复。11月28日，会议决定解散先前由资产阶级临时政府建立的外高加索特别委员会，建立外高加索委员会。由于此时俄罗斯还和奥斯曼帝国处于名义上的战争状态，委员会随后完成了与奥斯曼帝国的和平谈判，签署了《埃尔津詹停战协定》。
次年2月23日，南高加索地区的主要政党成立了外高加索议会。然而苏俄在1918年3月3日签署了《布列斯特-利托夫斯克条约》，将当时属于委员会的卡尔斯和巴统两地割让给了奥斯曼帝国。因此在1918年3月2日的特拉布宗和平会议上，奥斯曼人要求外高加索委员会以条约作为谈判的基础，并在委员会代表团犹豫时让部队继续推进。委员会最终在4月5日同意了这一要求。1918年4月22日，委员会宣布成立外高加索民主联邦共和国，这个短命的国家只持续了一个月时间。
然而又在一个月后的巴统会议中，奥斯曼帝国又宣称《布列斯特-利托夫斯克条约》因委员会和奥斯曼帝国处于战争状态而作废，新的方案要求委员会割让埃里温省和梯弗里斯省的西部。而在共和国代表还未做答复时，奥斯曼军队又一次发动了对高加索的进攻。亚美尼亚军队在阿帕兰等地取得了胜利，但共和国本身已经因战事不利，内部纷争等因素濒临解体。5月26日，在与德意志帝国谈判之后，格鲁吉亚正式独立。5月28日，阿塞拜疆同样脱离共和国。对于亚美尼亚来说，宣布独立的时机成熟了。

## 历史

### 1918年5月——1918年9月

#### 宣布独立

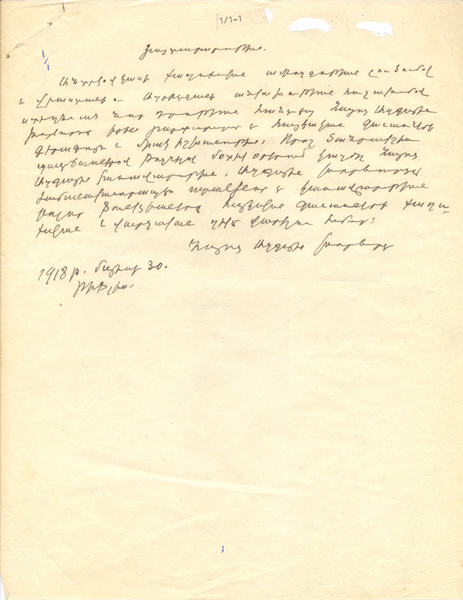
1918年亚美尼亚独立宣言的原件

1918年5月28日，总部位于梯弗里斯的亚美尼亚民族委员会正式宣布亚美尼亚独立。委员会在5月30日发表了如下的，“刻意含糊其辞”的独立宣言。它由尼古尔·阿赫巴良起草，在5月31日向世界各大媒体公布。第一个被通知独立消息的国家是伊朗。
“鉴于外高加索政治联盟的解体以及阿塞拜疆，格鲁吉亚独立的独立带来的新局面，亚美尼亚民族委员会宣布它为亚美尼亚各省最高和唯一的行政机构。由于事态严峻，全国委员会决定将在不久的将来成立亚美尼亚民族政府。亚美尼亚民族委员会暂时承担所有政府职能，以负责亚美尼亚各省的政治和行政领导。”
由于在阿帕兰，萨尔达拉巴德，瓦纳佐尔等地赢得的胜利，民族委员会要求莫夫西斯·西利克扬继续追击逃跑的土耳其军队。但西利克扬因为亚美尼亚军队已经弹尽粮绝而拒绝了委员会的指令，并下令停止行军。土耳其的援军正在赶来，对于新生的共和国来说，和平已然迫在眉睫。

#### 巴统条约
主条目：巴统条约

巴统条约签订带来的领土变化

1918年5月30日，亚美尼亚谈判代表通知了正在巴统的奥斯曼代表，表示共和国愿意接受奥斯曼帝国的和平条件，巴统会议由此召开。奥斯曼帝国拒绝了亚美尼亚对伊莉莎白波尔省的高地的领土要求，作为交换，向亚美尼亚提供了新巴彦，埃里温，埃奇米阿津（今瓦加尔沙帕特）亚历山德罗波尔（今久姆里）的部分地区。加上原先亚美尼亚共和国的实控区，亚美尼亚第一共和国的领土将被限制在10000平方公里以内。随着亚美尼亚军队在阿帕兰，萨尔达拉巴德等地取得胜利的消息传到巴统，奥斯曼人为“刚刚建立的友好关系”又一次做出了让步，额外让出了亚历山大罗波尔另外1000平方公里的领土。两国最终于6月4日签署了巴统条约。
奥斯曼帝国的盟国德国对此提出了反对意见。1918年6月，得到消息的德国官员通知了亚美尼亚驻伊斯坦布尔的代表，告诉他们德意志帝国不承认巴统条约。但他们也承诺将会召开一次会议，对条约进行“修订”。亚美尼亚人代表被迫对主导签订会议的恩维尔帕夏表示感谢，尽管他主导了那场臭名昭著的对亚美尼亚人的大屠杀，亚美尼亚代表仍然要感谢他容忍亚美尼亚共和国的独立。恩维尔帕夏虽然允许亚美尼亚国家独立，但他拒绝接受一切有关亚美尼亚扩大领土的设想。他认为“一个亚美尼亚小国绝不能用任何方式影响新土耳其帝国的利益”。

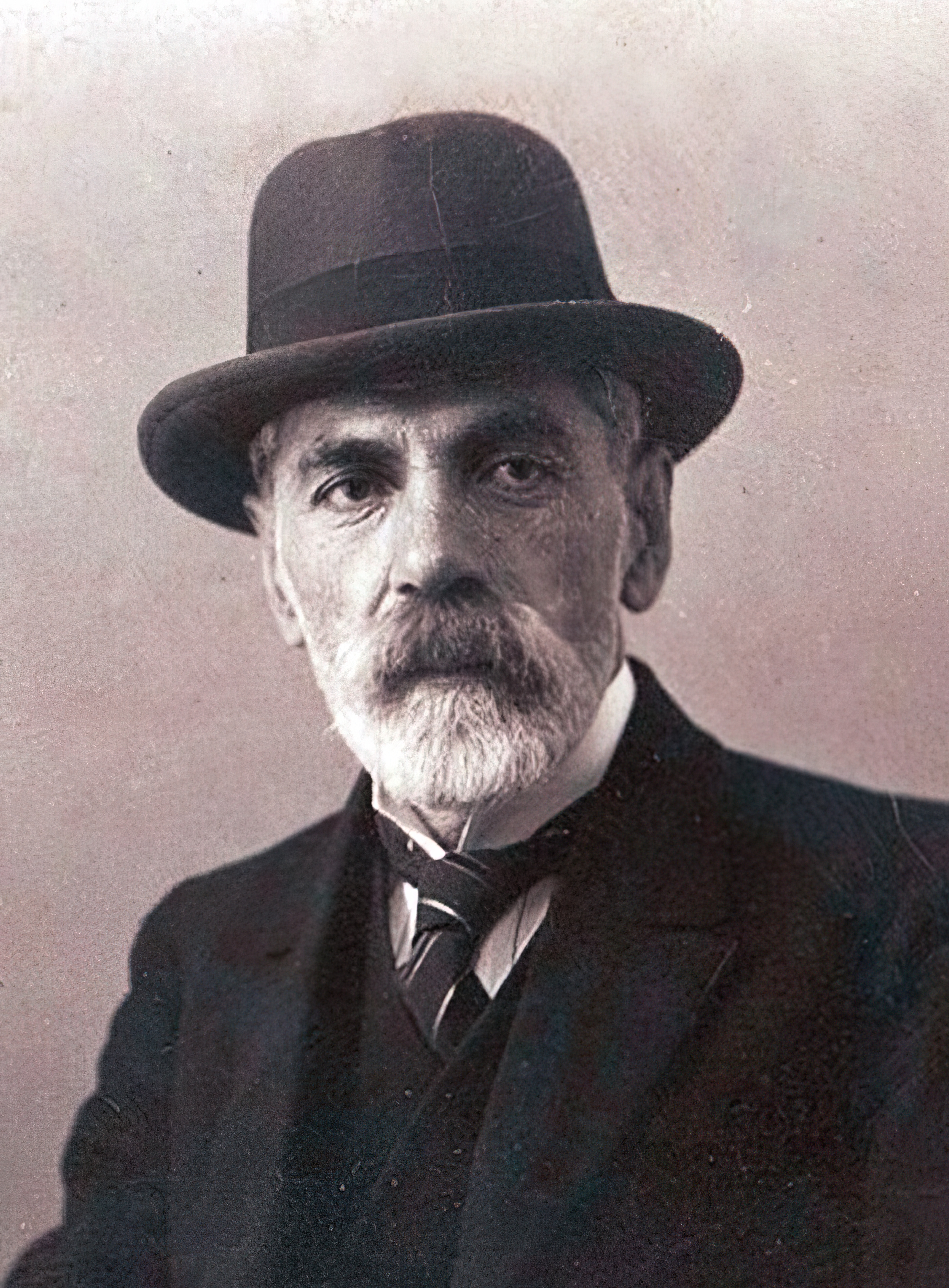
奥瓦涅斯·卡贾兹努尼，他是亚美尼亚独立后的第一任总理

#### 第一届政府
1918年7月，亚美尼亚第一共和国的第一届政府名单公布，首任总理由达什纳克温和派，奥瓦涅斯·卡贾兹努尼担任，并确立了红蓝橙三色旗为国旗。8月，亚美尼亚议会在埃里温市政府举行了首次会议的开幕式。议会的人数是原亚美尼亚民族委员会人数的三倍，包括38名亚美尼亚人，6名土耳其人与鞑靼人，俄罗斯人和亚兹迪人各一名。

### 1918年10月——1919年6月

#### 穆兹罗斯停战协定
主条目：穆兹罗斯停战协定
尽管在和亚美尼亚的谈判中保持着强势地位，奥斯曼帝国已经因第一次世界大战在1918年陷入了巨大的混乱。尽管靠着俄国内战导致的秩序混乱夺取了高加索地区的不少土地，但在中东地区，土军却一直被英军压制，最终于1918年10月1日丢失了叙利亚重镇大马士革。直到此时恩维尔帕夏仍然保持着乐观的态度，并坚定的认为奥斯曼帝国仍有可能赢得世界大战。然而在巴尔干的战败打碎了奥斯曼精英们最后的幻想。保加利亚的防线在1918年9月被突破，并随后在《萨洛尼卡停战协定》中向协约国投降。奥斯曼帝国的首都伊斯坦布尔瞬间暴露在协约国的兵锋之下。

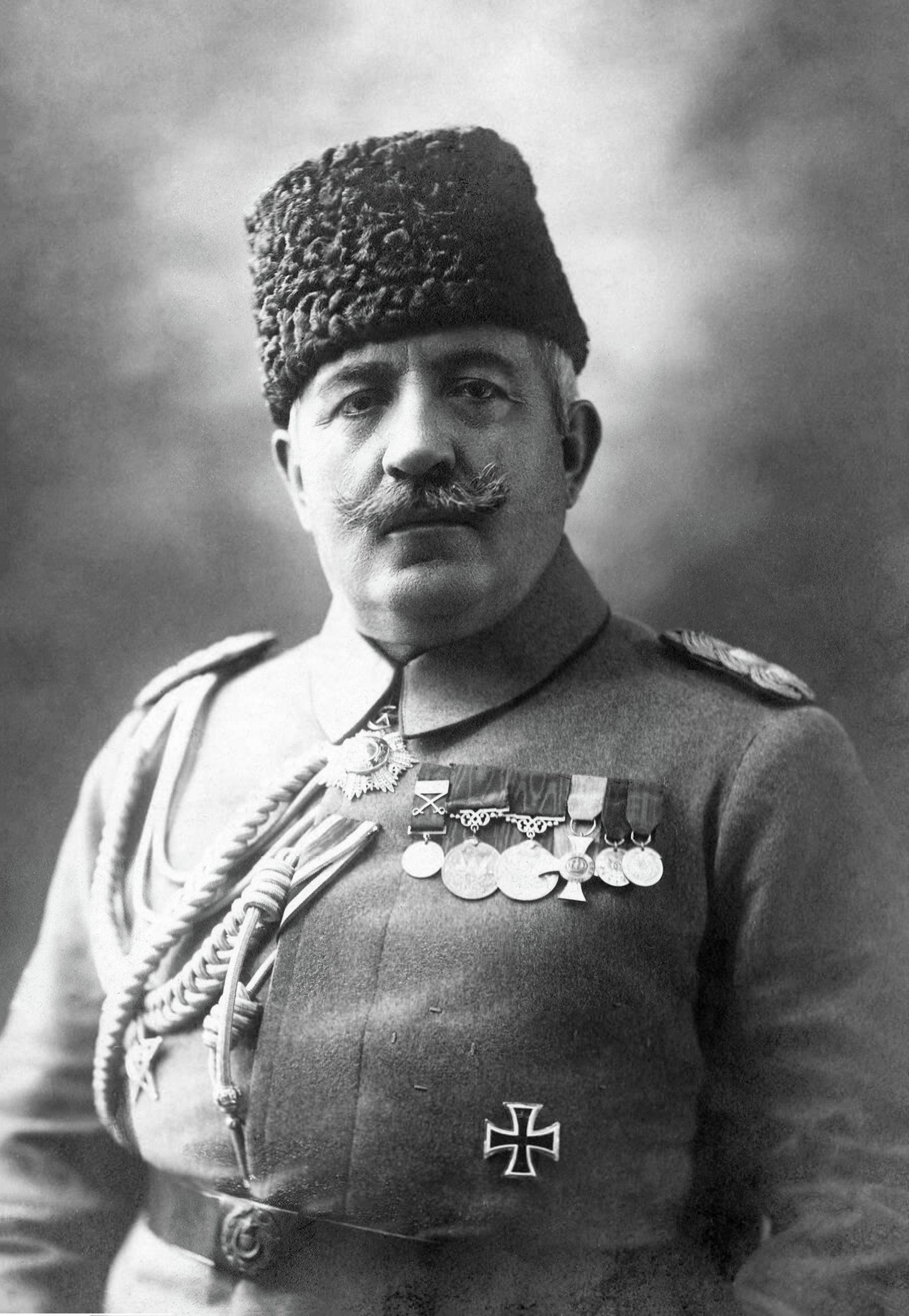
艾哈迈德·伊泽特帕夏，他主持了穆兹罗斯停战协定的签订。

1918年9月，塔拉特帕夏（也是亚美尼亚大屠杀的制造者之一）造访了索菲亚和柏林，并得出了结论，即奥斯曼帝国已经必败无疑。在他于10月13日宣布辞职后，艾哈迈德·伊泽特帕夏成为了大维齐尔，并开始积极寻求和谈。
1918年10月30日，亚美尼亚派代表出席并签署了《穆兹罗斯停战协定》，从而结束了奥斯曼帝国和协约国之间的战争状态。作为条件之一，奥斯曼军队将撤回至《布列斯特-利托夫斯克条约》规定的边境线内，并允许其军队暂时在卡尔斯和巴统过冬。至11月，奥斯曼军队全部撤出了被划归亚美尼亚的埃里温地区，让亚美尼亚又获得了16000平方公里的领土。
土耳其人在1918年5月到9月的入侵行动中，有50000至100000名亚美尼亚人惨遭屠杀。卡尔斯地区死亡人数最多，至少有25000人。 奥斯曼军队在1918年彻底摧毁了70多个村庄，洗劫了200多个村庄，劫掠了18000吨粮食，超过十二万头牲畜，三万台农业设备，并带走了至少8000名年轻男性到埃尔祖鲁姆充当奴隶。负责照顾奥斯曼帝国的亚美尼亚难民的挪威救援人员，未来的诺贝尔和平奖得主弗里乔夫·南森认为，“土耳其领导人的意图显然是要消灭亚美尼亚人，甚至包括那些俄罗斯的亚美尼亚人。”

#### 与格鲁吉亚的战争
主条目：格鲁吉亚-亚美尼亚战争

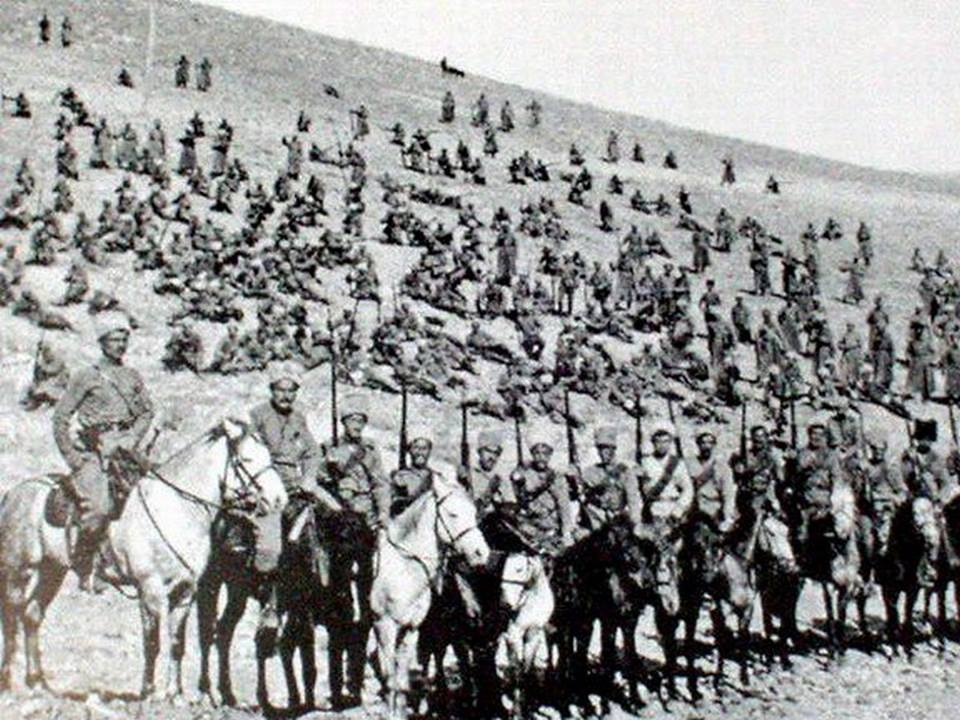
1918年的亚美尼亚军队

随着奥斯曼帝国失去了对战争的信心并最终谈和，亚美尼亚军队趁机占领了大片区域，其中包括与格鲁吉亚存在领土争端的洛里地带。洛里自古以来便是亚美尼亚人的聚居地和领土，在公元九到十一世纪的巴格拉图尼王朝时期，洛里是巴格拉图尼家族分支统治的塔希尔-佐拉杰王国的核心领土。但后来其被巴格拉季昂王朝治下的格鲁吉亚王国吞并。1801年与格鲁吉亚一同被俄罗斯帝国控制。当地的格鲁吉亚人口极少，1914年仅有不到100人。而多数则是亚美尼亚人，超过41000人。因此，10月26日，亚美尼亚驻梯弗里斯的外交大使阿沙克·马扎里安坚称他们对洛里的主权要求无可争议。新成立不久的亚美尼亚议会也致函格鲁吉亚，希望能通过友好谈判解决领土争端。格鲁吉亚人同意了亚美尼亚议会的提议，但要求亚美尼亚军队先一步撤退。亚美尼亚方面也同意了这一要求。
1918年10月24日，格鲁吉亚军队宣布在洛里戒严。10月26日，亚美尼亚部队也奉命撤军。但在11月到12月，洛里地带的亚美尼亚人就开始抗议，声称格鲁吉亚军队军纪涣散，经常抢劫当地的亚美尼亚村庄和调戏妇女。亚美尼亚政府先后在12月9日和12日提出照会，试图解决边境争端，但均被格鲁吉亚拒绝。最终，忍无可忍的亚美尼亚政府在12月12日对诺伊·佐达尼亚的格鲁吉亚政府发出了最后通牒。格鲁吉亚人以封锁铁路作为回应，战争随即爆发。
亚美尼亚军队在前期的战斗中取得了一系列胜利，夺取了战略要地萨达赫卢并接近赫拉米河，距离梯弗里斯最近只有30英里。亚美尼亚人的一系列胜利让英法两国决定介入战事。英国人提议在两国之间设立一个混合行政机构，由英军在两军之间驻扎。此外英法还规定了两国军队的驻军人数和临时边界。在列强的压力下，亚美尼亚和格鲁吉亚同意在12月31日停战。在停战前，格鲁吉亚军队发动了几次成功的攻势并一度抢回了萨达赫卢。12月31日午夜，停火正式生效。此后洛里大部仍由格鲁吉亚控制，而亚美尼亚也保留了对于当地的领土要求。

#### 难民问题

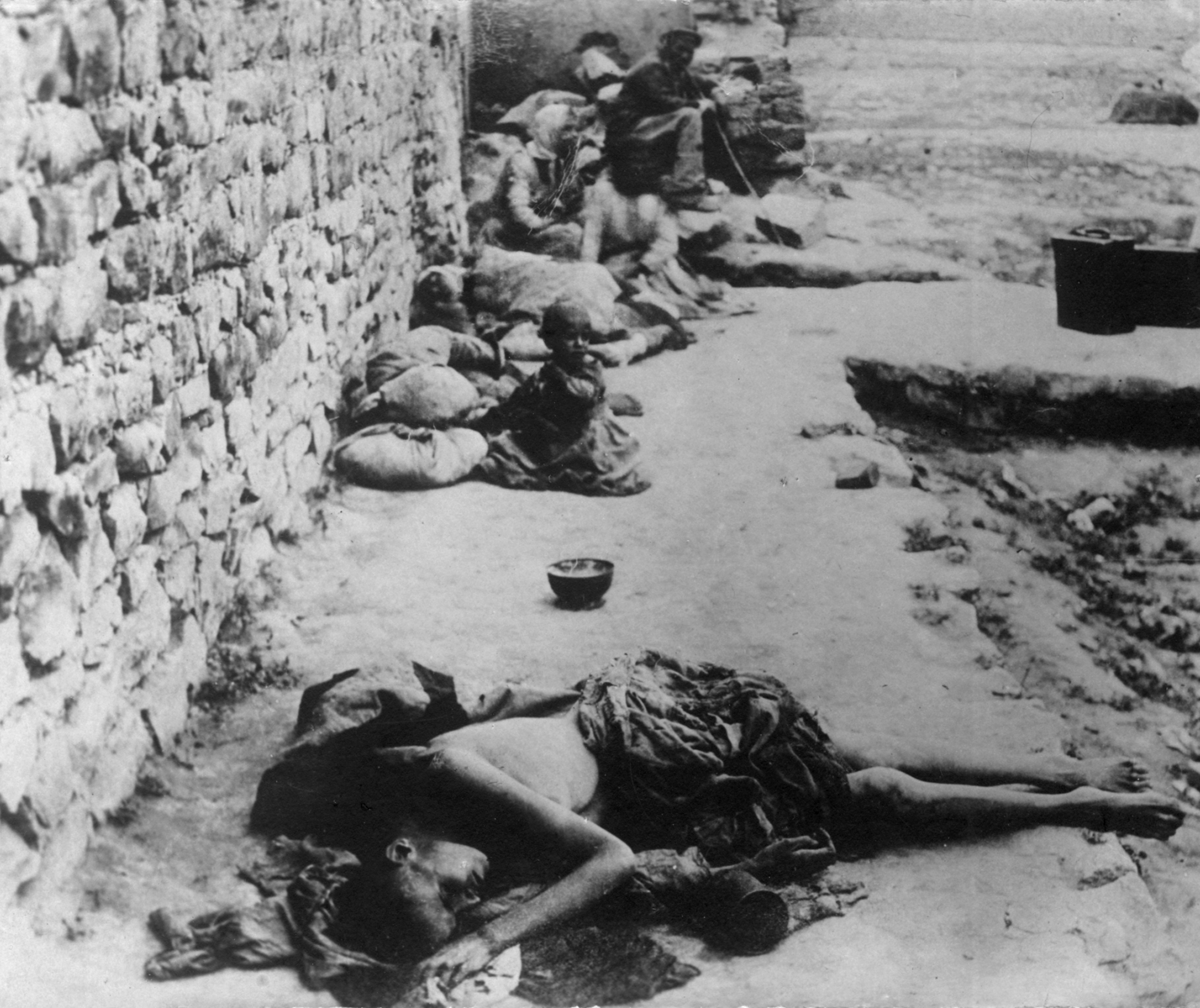
亚美尼亚街头饥饿的孩童

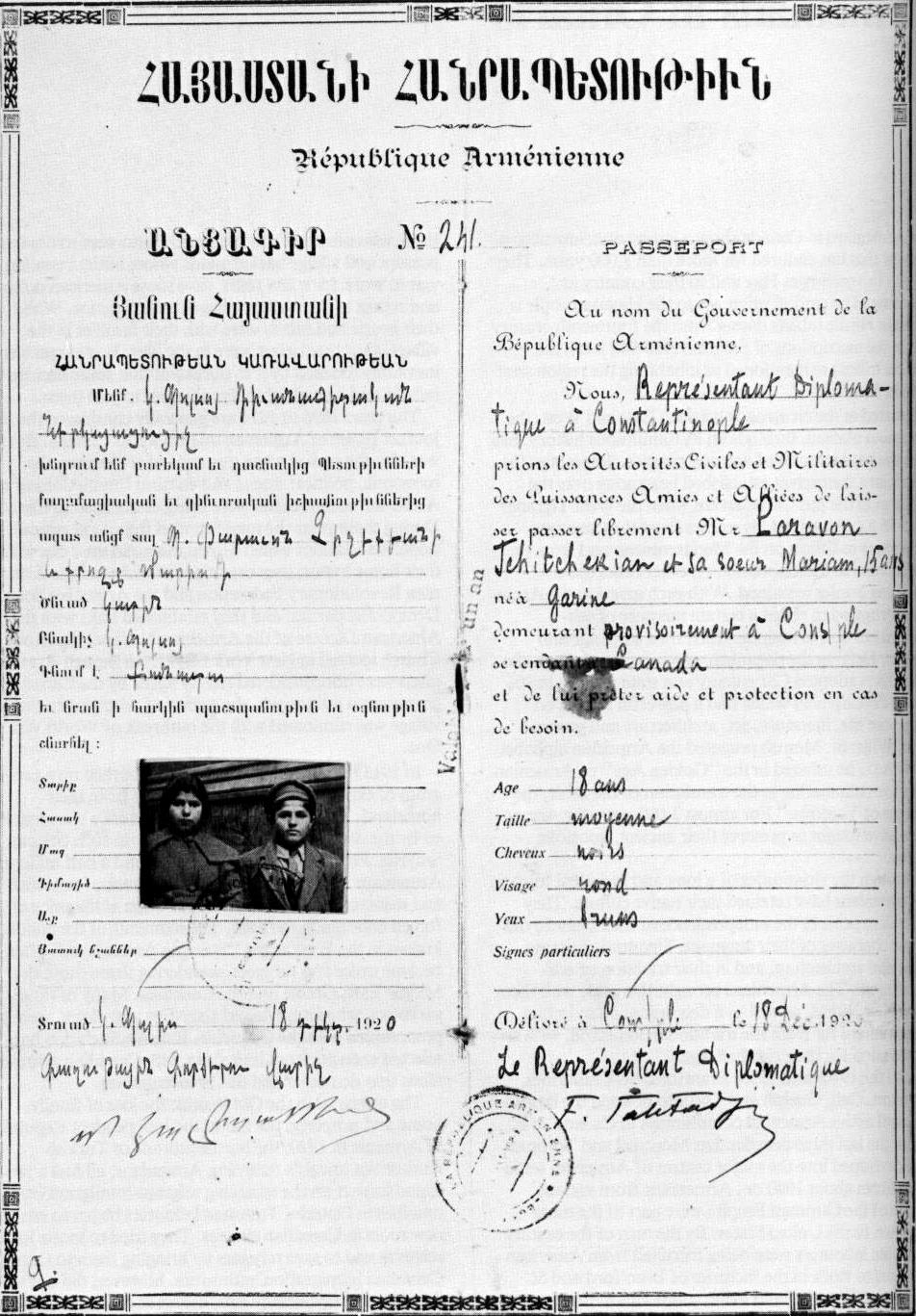
1920年两名进入加拿大的少年的亚美尼亚护照，该护照是在伊斯坦布尔发的

由于俄罗斯帝国和奥斯曼帝国的高压统治，失去国家的亚美尼亚人长期遭受着迫害和歧视。在亚美尼亚第一共和国成立后，在其他国家的亚美尼亚人开始大规模的迁居到共和国境内，造成了严重的难民问题。1918夏天的亚美尼亚已经聚集了超过60万难民，直到1918年12月，难民人数仍有35万人左右，其中绝大多数都是来自奥斯曼帝国统治区的西亚美尼亚人。1918年末到1919年春，西亚美尼亚难民人数达到了30万人。然而，亚美尼亚共和国政府却无力安置这些难民。亚历山德罗波尔有10万难民只能居住在临时的安置区或废弃军营内。1919年11月，总难民人数仍有333170人。在共和国灭亡的1920年末，难民人数又飙升到了36万人，达到当时亚美尼亚全国人口（72万）的一半。
漫长严寒的冬天，流感的肆虐和缺乏粮食的窘境让难民们的生活雪上加霜。据苏联统计，从1918年亚美尼亚第一共和国建立到苏军开入埃里温，因饥荒，疾病等因素死亡的亚美尼亚人达到了30万人。斑疹伤寒，西班牙流感等流行病在拥挤的难民营中快速传播肆虐。萨尔达拉巴特有40%的人口因疫病等因素死亡，1919年埃里温有近两万人感染斑疹伤寒，1万人死于暴晒，灾荒和传染病。在亚美尼亚共和国独立的两年间，每一千人中平均只有8.7人出生，却伴随有204.2人死亡。亚美尼亚境内严峻的难民问题一直持续到共和国灭亡，直到苏联时代才得到妥善解决。

#### 吞并卡尔斯和纳希切万

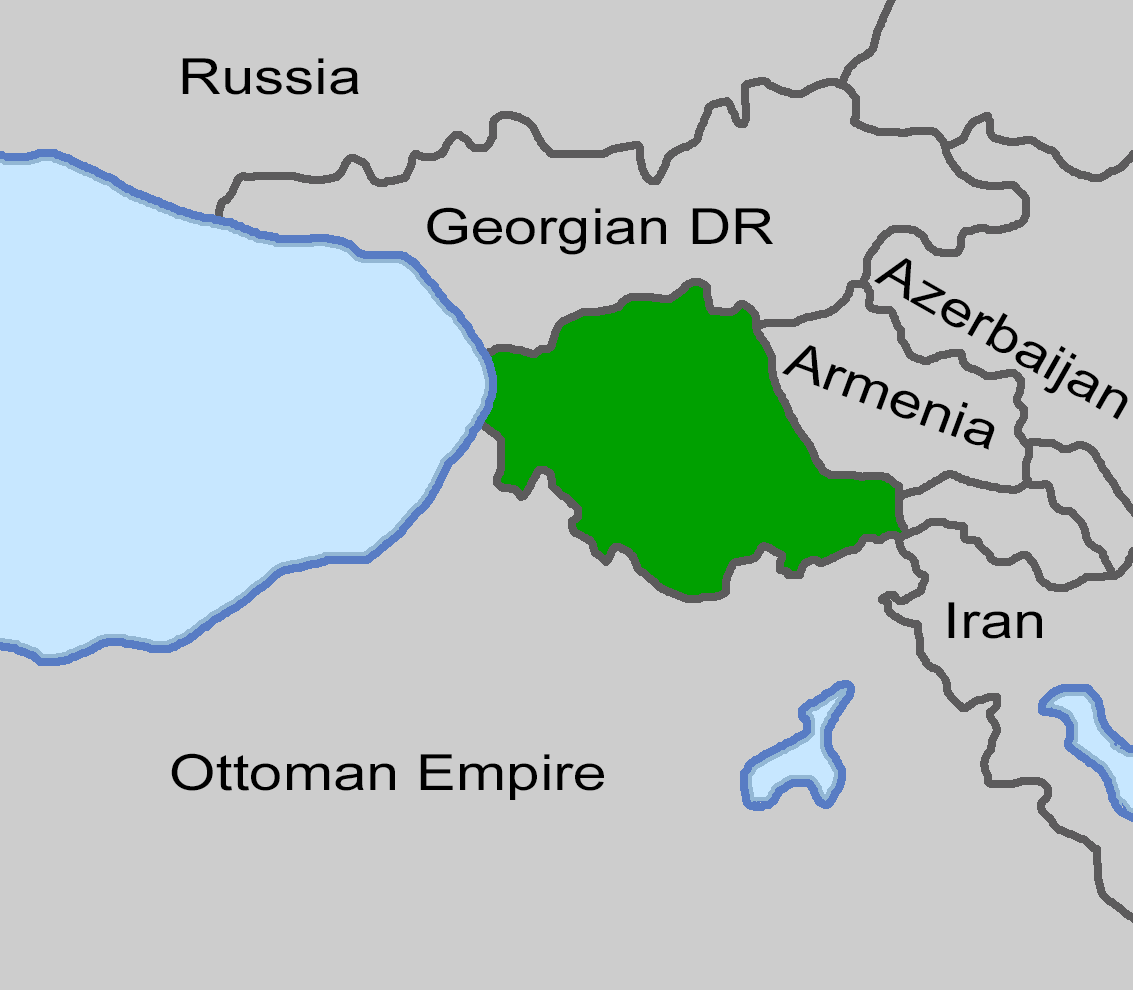
西南高加索共和国的疆域

早在穆兹罗斯停战协定签署之前，奥斯曼帝国第九军就占领了卡尔斯地区。条约签订后，奥斯曼第九军被要求立刻撤军，但作为交换，条约也允许他们在当地过冬到1919年。1919年1月7日，在英国的要求之下，第九军撤回了战前的俄奥边界。然而，卡尔斯地带的主体民族仍是对阿塞拜疆和奥斯曼帝国抱有同情的穆斯林，他们对诸如格鲁吉亚，亚美尼亚这种基督教国家的统治毫无兴趣。1918年9月27日，卡尔斯成立了穆斯林全国委员会，主张卡尔斯自治甚至独立。阿尔达汉，奥尔图等地也建立了类似的组织。另一方面，由于担心亚美尼亚的领土进一步西扩，奥斯曼帝国为穆斯林全国委员会提供了武器等支援。英国同样对卡尔斯事态持观望态度。受列强们暧昧态度的鼓舞，1918年12月1日，穆斯林全国委员会宣布西南高加索共和国成立，并得到了阿塞拜疆和英国的支持。
纳希切万的状况和卡尔斯类似，由于穆斯林人口在当地占主导地位，在奥斯曼帝国，阿塞拜疆的支持和大英帝国的默许下，1918年11月3日，当地居民同样建立了阿拉斯共和国，以流经纳希切万的阿拉斯河为国名。

阿拉斯土耳其共和国的国旗

然而，英国人对两个穆斯林国家的同情很快便烟消云散了——西南高加索共和国违背英国指令，挑唆格鲁吉亚穆斯林发动叛乱，令英国人意识到了两国的领土野心。此外，英国皇家陆军中将，驻巴库武官威廉·蒙哥马利·汤姆森也担心阿塞拜疆和奥斯曼帝国可能以这两个小国为桥梁，推动泛突厥主义的进一步扩张。最终英国于几个月后发兵干预了卡尔斯和纳希切万。英国-格鲁吉亚-亚美尼亚联军于1919年4月10日攻灭了西南高加索共和国。同样短命的阿拉斯共和国也在1919年5月13日被德拉斯塔玛特·卡纳扬带领的亚美尼亚军队灭亡。亚美尼亚由此彻底兼并了纳希切万地区，同时控制了除奥尔蒂西部和阿尔达汉北部的卡尔斯全境。在灭亡这两个国家后，尽管亚美尼亚共和国的领土得到了扩大，但当地穆斯林对亚美尼亚的入侵一直心怀怨恨和不满，最终酿成了旷日持久的穆斯林起义的苦果。

### 1919年7月——1920年1月

#### 穆斯林叛乱
主条目：卡尔斯和沙鲁尔-纳希切万的穆斯林起义

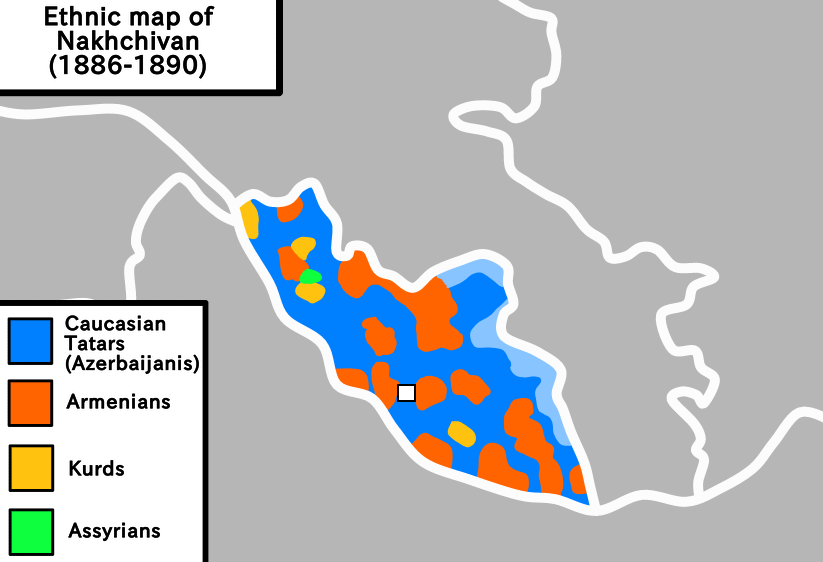
纳希切万地带的民族分布图

尽管阿拉斯共和国与西南高加索共和国未有什么抵抗就在英军和亚美尼亚军队的进攻下迅速投降，但随着英国从高加索地带的撤军，当地的土耳其煽动者们重新活跃了起来。他们开始鼓舞当地本就心怀不满的穆斯林居民发动叛乱。亚美尼亚的近邻阿塞拜疆同样参与了煽动叛乱的行动，阿塞拜疆驻亚美尼亚大使马哈迈德·塔津斯基甚至直接向叛军转移了大笔资金。自1919年7月开始，卡尔斯和纳希切万两地爆发了多次由阿塞拜疆人和土耳其人主导的穆斯林起义。起义军占据村镇，杀害亚美尼亚士兵和平民，破坏交通线路，造成了亚美尼亚领土内巨大的混乱。1919年底，叛乱规模达到顶峰，亚美尼亚政府几乎失去了整个卡尔斯和纳希切万的掌控权。尽管亚美尼亚部队在1920年的反攻卓有成效，最后一股叛军仍坚持到1920年6月才被彻底剿灭。
亚美尼亚人对阿塞拜疆在背后的挑拨离间心知肚明。这场起义也被算入了持续两年的阿塞拜疆-亚美尼亚战争的一部分。

#### 与阿塞拜疆的战争
主条目：阿塞拜疆-亚美尼亚战争
阿塞拜疆穆斯林和亚美尼亚人的民族矛盾由来已久。穆斯林突厥人主导的塞尔柱帝国在11世纪时征服了高加索地区，穆斯林们涌入富庶的平原地区，而原先居住于此的基督徒则被赶往山区。随着时间推移，穆斯林对此地区长期的统治导致了当地穆斯林和基督徒被迫混居，民族分布也变得异常复杂——亚美尼亚基督徒的定居点基本被限制在阿拉斯河流域，山区则被穆斯林牧民和基督徒共同占有。17世纪波斯帝国的扩张进一步导致了双方矛盾的升级。信奉伊斯兰教的阿塞拜疆人在波斯和随后的奥斯曼帝国境内成为了精英阶层，而贫穷的亚美尼亚人的地位却毫无变化。亚美尼亚资产阶级的出现动摇了阿塞拜疆贵族的社会地位，进一步导致了冲突加剧。在俄治时代，亚美尼亚人的地位有所提升，两个民族也爆发了多次暴力冲突甚至小规模的种族屠杀，其中民族分布混乱的巴库成为了冲突的中心。

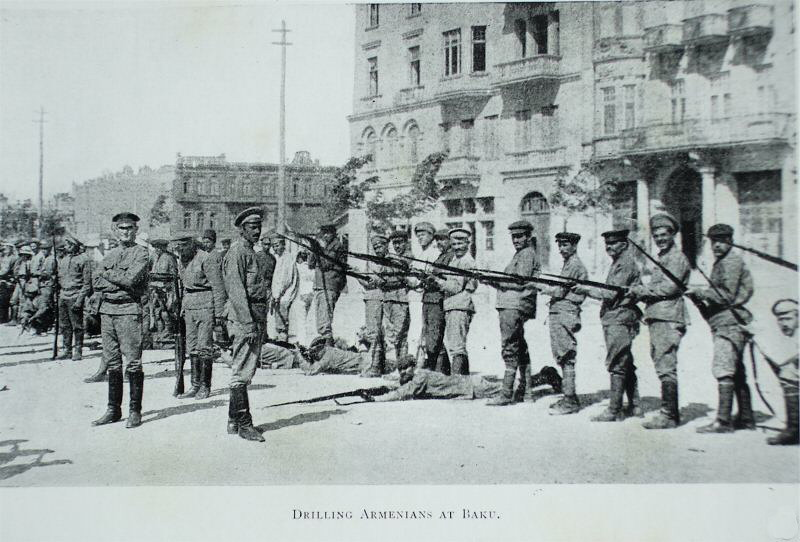
1918年，正在巴库训练的亚美尼亚军队

1918年3月，巴库的达什纳克和布尔什维克主义者发动了起义，并在后续引发了一系列的种族屠杀，造成上万人罹难，史称三月事件。1918年5月，高加索三国在混乱中解散了外高加索民主联邦共和国，各自宣布独立。新独立的亚美尼亚共和国一面和奥斯曼帝国作战，另一面又迅速和阿塞拜疆民主共和国发生了一系列冲突。9月，土耳其和阿塞拜疆支持的高加索伊斯兰军攻灭了三月事件中成立的巴库公社，对当地的亚美尼亚人展开了报复性屠杀，一万到三万亚美尼亚人因此遇难，后称九月事件，民族仇恨也随即加剧。此外，由于亚美尼亚坚持在纳希切万，耶利扎维特波尔（今占贾），赞格祖尔，卡拉巴赫等地的主权，而阿塞拜疆同样要求亚美尼亚割让埃里温周边的穆斯林聚居区，两国政府军在此时已经在纳希切万和赞格祖尔交火，战争实际上已经爆发。
亚美尼亚军队在战争前期多次试图夺取亚美尼亚族占大多数，且位于纳卡地带的阿塞拜疆城镇舒沙。1919年1月，亚美尼亚军队在彻底结束了和奥斯曼帝国的战事（穆兹罗斯停战协定）后，在安德拉尼克·奥扎尼安带领下攻占了九个阿塞拜疆村庄，但他随后在英军的压力下撤回了部队。在亚美尼亚吞并卡尔斯和纳希切万的过程中，阿塞拜疆军队同样与亚美尼亚发生了交火，并屠杀了占领区的亚美尼亚平民。1919年末，两军在赞格祖尔再次爆发战斗。在库尔德骑兵的支援下，阿塞拜疆军队一度占领了赞格祖尔和休尼克的部分村庄，但在亚美尼亚游击队的抵抗下作罢。

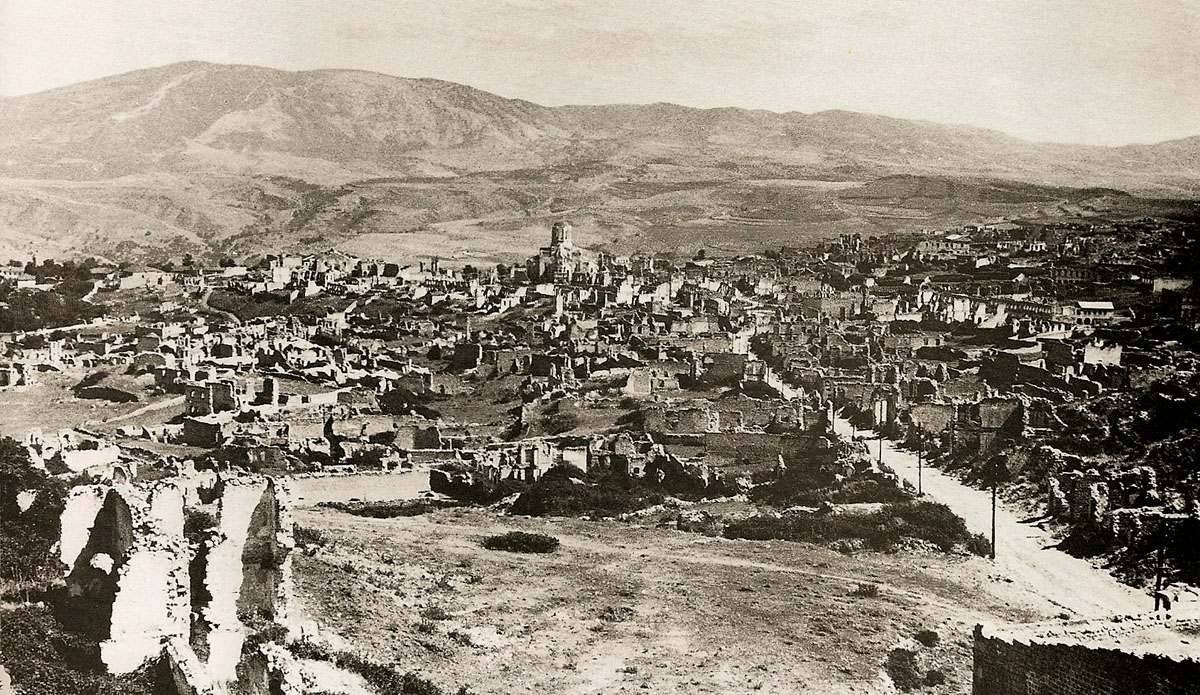
1920年3月的舒沙大屠杀后，舒沙城被高加索伊斯兰军摧毁

#### 外交成就

##### 巴黎和会与国际外交成就
1918年到1920年间，亚美尼亚共和国的外交政策可以概括为试图获得外国援助，寻求国际承认，以及最终让亚美尼亚置于特定外国强权（即协约国的欧美列强）的保护之下。美国在亚美尼亚的独立过程中为亚美尼亚提供了1100万美元（相当于现今的1.7亿美元）的大额援助。但作为代价，美国希望能建设一个委任统治的亚美尼亚。1920年6月，美国参议院否决了这一提议，委任统治方案无疾而终。在领土方面，与高加索的其他两国一样，亚美尼亚共和国政府对现有的领土并不满意。除了和阿塞拜疆在纳卡地区，和格鲁吉亚在洛里地带的领土争端以外，在俄罗斯白军和希腊的支持下，亚美尼亚也对奥斯曼帝国和后来的凯末尔政府占据的六大亚美尼亚维拉耶和奇里乞亚有着领土要求。对于白俄人士来说，尽管亚美尼亚和格鲁吉亚，阿塞拜疆一样，都是脱离原俄罗斯帝国掌控得到独立，但他们相对来说更愿意容忍长期持亲俄态度的亚美尼亚政权。部分白俄代表认为，一个控制大亚美尼亚和小亚美尼亚的统一的地区强国将会成为俄罗斯在东方的盟友。奥斯曼土耳其的世仇，希腊王国的总理埃莱夫塞里奥斯·韦尼泽洛斯也是亚美尼亚的坚定的支持者，他经常向亚美尼亚代表团通报事态发展。

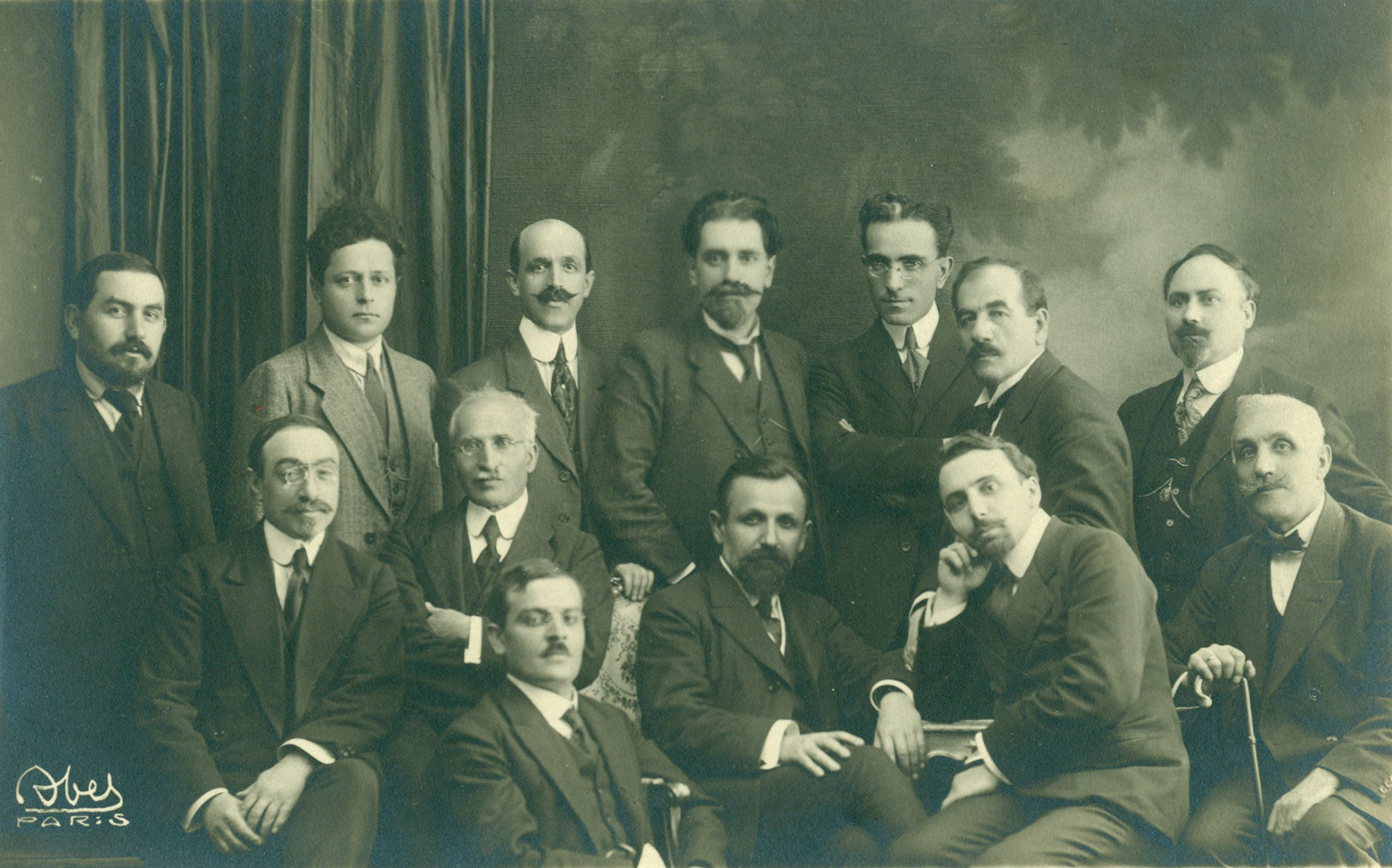
巴黎和会上的亚美尼亚代表们

在国际外交舞台上，从1918年5月28日建国开始，亚美尼亚共和国与40多个国家建立了正式外交关系。随着1920年1月安东·邓尼金带领的志愿军在顿河地带被击溃，为了防止社会主义扩散，国际联盟终于在1920年1月19日承认了亚美尼亚的独立主权。此外，1919年2月，亚美尼亚政府在未受正式邀请的情况下，派出了外交代表团并参加了巴黎和会。亚美尼亚代表团在巴黎和会中提出了如下主要要求，可被认为是亚美尼亚建国后总体外交政策的总结：
1.以原俄罗斯帝国和奥斯曼帝国控制的东西亚美尼亚省份为基础，建立一个统一的亚美尼亚国家。
2.亚美尼亚的领土应囊括土耳其的六大维拉亚特以及黑海出海口，并包括现政府外高加索重划范围内的所有土地。
3.亚美尼亚应享有内部自治，政治和军事主权。
4.亚美尼亚共和国的永久中立地位应受国际保障。
5.在最终确定亚美尼亚共和国的国际地位之前，必须得到协约国（尤其美国）的外交承认。
6.土耳其军队必须撤出1914年边界的划定的外高加索地区，并将属于亚美尼亚的土地、弹药、铁路、邮政电报及其他国有和公共财产移交给亚美尼亚。
7.在亚美尼亚军队建立之前，邀请一个友好国家的军队进驻西亚美尼亚，以保障当地的难民返回家园。
8.促成由协约国代表组成的特别调查委员会，调查土耳其军队及官员在被占领的亚美尼亚领土上犯下的严重战争罪行，并对亚美尼亚民族造成的损害进行评估。委员会应追究土耳其政府的责任，并要求其赔偿亚美尼亚民族所遭受的损失。
9.追究土耳其政府成员及高级官员在西亚美尼亚所犯下罪行的责任。组织被驱逐迫害的西亚美尼亚人回归和恢复其家园的费用应由土耳其承担，难民归国和重新安置难民的过程应由亚美尼亚政府及协约国监督。

##### 在高加索的外交

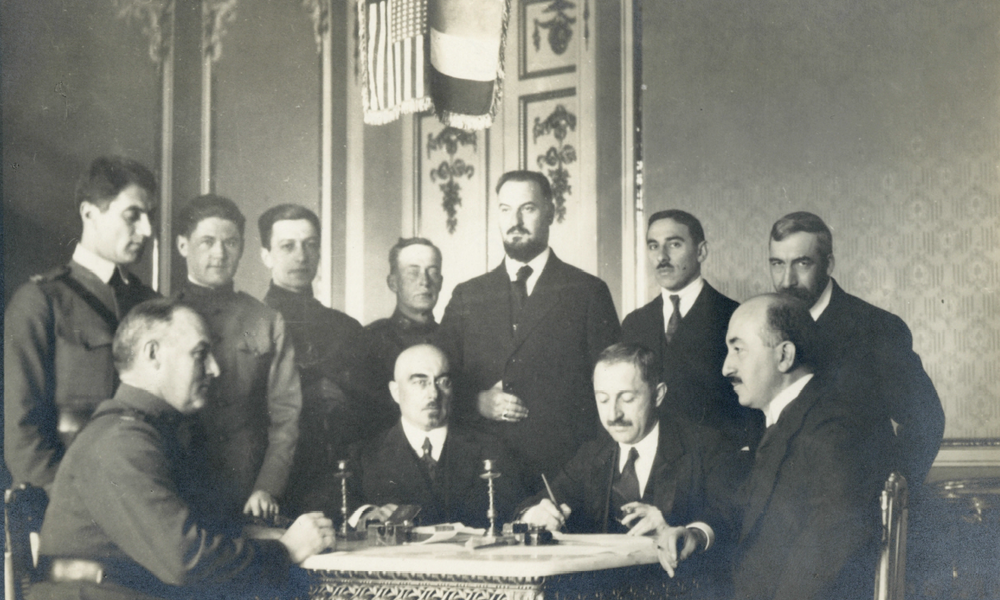
1919年11月23日，为赞格祖尔问题进行协商的亚美尼亚第一共和国和阿塞拜疆民主共和国的外交代表

与邻国的关系方面，尽管与格鲁吉亚，亚美尼亚几乎同时脱离外高加索民主联邦共和国，宣告独立，但亚美尼亚政府与两国的关系却极度紧张。与阿塞拜疆尤为如此。在正面战场上的两年边境冲突以外，两国间还互相存在种族屠杀等战争暴行。亚美尼亚军队自1918年初开始有组织的对阿塞拜疆人进行种族灭绝，摧毁了300个穆斯林村庄，杀害当地的成年男子，在巴库和布尔什维克一起发动了三月事件，杀害了数千阿塞拜疆平民。阿塞拜疆军队和奥斯曼军队联手，也在几年间大规模杀戮领土内外的亚美尼亚人，1918年就有2.5到4万居住在阿塞拜疆的亚美尼亚人罹难，51个亚美尼亚村庄仅剩4个，亚美尼亚妇女被绑架和奸污。在巴库的报复行动（即九月事件）最为骇人听闻，阿塞拜疆和土耳其穆斯林组成的高加索伊斯兰军对巴库城内制造三月事件的布尔什维克，亚美尼亚人和无辜平民执行了报复性屠杀，至少1.5万亚美尼亚人遇难。尽管在美国和格鲁吉亚的组织和努力下，两国最终在梯弗里斯签订了停战协议，结束了尤其在赞格祖尔的敌对军事行动，但实质上战争直到阿塞拜疆苏维埃化才宣告结束。
相比于和阿塞拜疆之间的血海深仇，亚美尼亚与格鲁吉亚的外交关系相对正常。尽管在建国初期和格鲁吉亚爆发了大规模的边境冲突，但两国还是在1919年11月3日签署了跨境条约，确保了两国间边境的长期和平。作为人口少数的亚美尼亚人被格鲁吉亚政府迁出梯弗里斯，亚美尼亚公务员们亦被解雇。在两国的最终领土解决方案中，亚美尼亚谈判代表放弃了阿哈尔卡拉基的领土要求，作为交换，格鲁吉亚放弃了奥尔蒂和洛里南部的领土。谈判过后两国依然都宣布对洛里具有主权，亚美尼亚政府实际控制这片争议区域。

### 1920年2月——1920年6月

#### 对阿塞拜疆战争的结束
时间进入1920年，尽管英国人许诺随后的国际会议将带来长期和平，但巴黎和会并没有实质性解决两国之间的任何问题。卡拉巴赫地带几乎在同时成为了亚美尼亚和阿塞拜疆两国争夺的焦点，也成为了战争的主战场。
卡拉巴赫地带在历史上曾被亚美尼亚王国征服，亚美尼亚被萨珊王朝和罗马瓜分后，卡拉巴赫高地多次易主。11世纪时期，众多乌古斯突厥部落进驻卡拉巴赫，他们不停在卡拉巴赫的低地和山区迁徙游牧，成为了后来阿塞拜疆人的前身。1813年，在《古利斯坦条约》中，恺加王朝将当地割让给了俄罗斯帝国。尽管屡次改换门庭，卡拉巴赫高地的亚美尼亚人仍然占据绝对多数，1836年俄罗斯帝国的统计显示卡拉巴赫高地有96.7%的亚美尼亚人口。与之相反，在原卡拉巴赫汗国的领土上，穆斯林在人口方面占据着91%的压倒性优势。不过，俄国的统计最大的问题便是没有统计上数以万计的阿塞拜疆牧民，1845年加上这些流动人口后，俄罗斯的统计表明整个卡拉巴赫的穆斯林的人口达到62000人，而亚美尼亚人仅有30000人。进入近代，卡拉巴赫高地上的亚美尼亚人保持着人数优势，因此自1918年到1919年间，高地由亚美尼亚人组成的卡拉巴赫委员会管理。英军进驻高加索之后，威廉·蒙哥马利·汤姆森中将授意阿塞拜疆人霍斯洛夫·贝伊·苏尔坦诺夫担任卡拉巴赫和赞格祖尔总督，试图将两地并入阿塞拜疆。卡拉巴赫委员会无奈妥协，暂时承认在巴黎和会之前承认苏尔坦诺夫的权威。

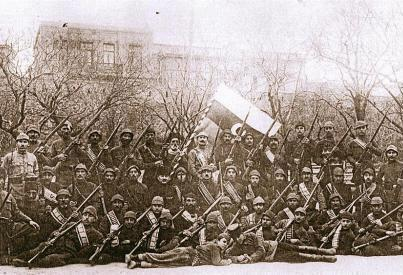
1918年的阿塞拜疆军队

巴黎和会关于高加索领土争端的无疾而终后，当地的亚美尼亚人开始组织叛乱，试图脱离阿塞拜疆政府的控制。但由于协调不力，起义以失败告终。为了防止潜在的动乱，阿塞拜疆部队转而在舒沙发起了对亚美尼亚居民的大屠杀。亚美尼亚举国震惊，政府立刻命令德拉斯塔玛特·卡纳扬和加列金·恩日杰的军队支援卡拉巴赫起义军，阿塞拜疆也不顾苏俄军队南下的风险和亚美尼亚部队在西部边境爆发了多次战斗，试图粉碎亚美尼亚人的抵抗。两军在整场战争中最大规模的冲突也发生在1920年3月到4月这短短一个月间。除却在卡拉巴赫爆发的战斗，两军也在哈萨克爆发了冲突。阿塞拜疆军队守住了哈萨克，并发动了有效的对亚美尼亚的反击。然而，亚美尼亚军队还未取得实际进展，苏俄红军已经在1920年4月27日发动了进攻，颠覆了阿塞拜疆政权，建立了傀儡政府阿塞拜疆苏维埃社会主义共和国，并控制了舒沙城。卡纳扬没有得到对红军开火的指令，因此只得放弃进攻计划，按兵不动。这场延续近两年的，血腥的边境战争突如其来的结束了。

#### 与苏维埃俄国的接触与五月起义
主条目：五月起义
由于高加索地区尚有俄国白军和反共的哥萨克政权阻隔，高加索三国一直未能和苏维埃俄国建立联系。苏维埃俄国也拒绝承认三个新独立的高加索国家，苏俄人民委员会及高加索局呼吁用暴力推翻亚美尼亚政府，并将其称为“帝国主义的走狗”和“工农的死敌”。苏维埃政府认为，亚美尼亚政府（即达什纳克党内）内强烈的反共倾向与俄国南部反布尔什维克政权的接触象征着他们对红色政权并不友好。
如前文所述，亚美尼亚共和国成立后几乎从无宁日。在建国后它已经和四个邻国中的三个（奥斯曼帝国/土耳其，阿塞拜疆，格鲁吉亚）爆发过战争，人口中有近一半难民，且由于饥荒，疫情和战争受到了极其严重的经济破坏。达什纳克党仍然稳坐钓鱼台，但随着1920年初红军杀入高加索，马克思主义思潮迅速在亚美尼亚境内传播，情况出现了变化，对现状不满的亚美尼亚人开始寄希望于一场红色革命。

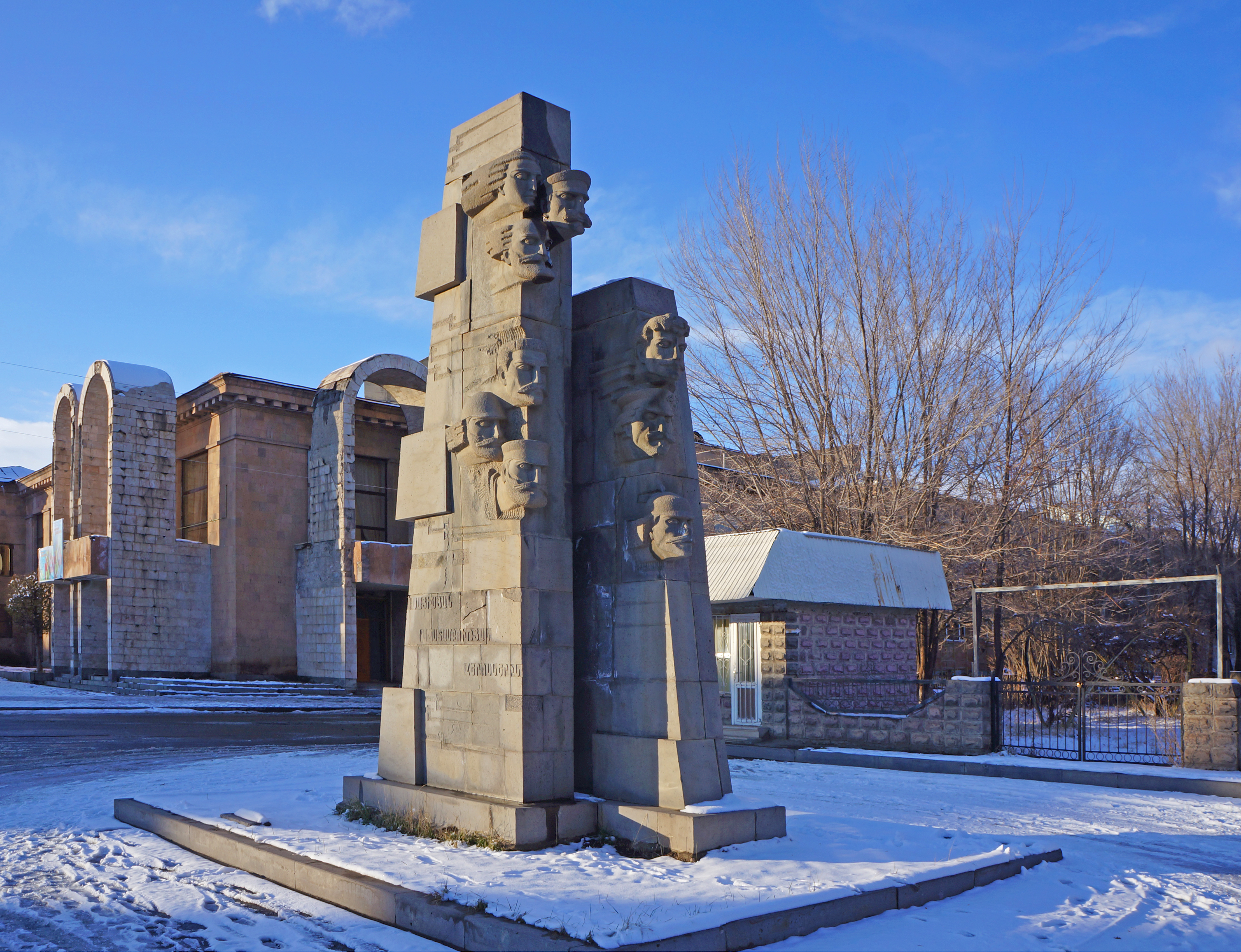
五月起义的纪念碑

亚美尼亚共产党创立于1920年1月，它的支持者多为受过布尔什维克影响的俄罗斯亚美尼亚人（与之相对，奥斯曼帝国的亚美尼亚人对社会主义相当冷漠）和一部分军队中的同情者。它的目标是"诋毁协约国和及其达什纳克党合作者"，后来转为发动武装革命。以阿维斯·努里贾扬为首的社会主义革命者们受到了1920年4月苏俄进攻阿塞拜疆的激励，认为时机已经成熟，决心在五月发动起义。他的行动受到了哗变的上尉萨尔吉斯·穆萨耶良的支持。1920年5月1日的国际劳动节，亚美尼亚共产党在首都埃里温组织了反对达什纳克政府的示威游行，罢工游行很快演变成了叛乱。穆萨耶良带着士兵，指挥着装甲列车“瓦尔丹将军号”在1920年5月10日加入了布尔什维克叛军。亚美尼亚共产党宣布成立革命委员会，并在亚历山德罗波尔宣布亚美尼亚将转变为社会主义国家。
政府军立刻采取了措施，亚历山大·卡蒂相内阁在1920年5月5日倒台，哈马扎斯普“哈莫”·奥哈杨尼扬领导的全部由达什纳克成员组成的新内阁上台，议会宣布了国家紧急状态并放弃了权利。安德拉尼克·奥扎尼安将军的左膀右臂塞布赫·内塞西扬成为了镇压这次起义的总指挥。5月13日，他的部队攻入亚历山德罗波尔，在5月14日击败了叛军。叛军领袖在随后悉数被抓捕，穆萨耶良等人被处决，其他亚美尼亚共产党领导人们也被监禁流放。

### 1920年6月——1920年12月

#### 与苏俄红军在纳希切万爆发的冲突
阿塞拜疆苏维埃社会主义共和国成立后，苏俄第十一军轻松控制了包括卡拉巴赫地带的阿塞拜疆全境，而赞格祖尔和纳希切万大部地区仍被亚美尼亚控制。为解决长期悬而未决的领土争端，红军和阿塞拜疆军队从1920年4月开始对两地发动了多次试探性进攻。加列金·恩日杰领导的的民兵部队成功抵挡住了这几次攻势。7月初，红军终于取得了一定进展，在纳希切万地带撕开了一条走廊。亚美尼亚军队试图发起反击，但又遭遇了卡维德贝伊带领的9000人的土耳其军队。凯末尔政府与苏联的合作让亚美尼亚军队的反击寸步难行，红军在7月末已经攻克了奥尔杜巴德，朱利法和纳希切万全境。1920年7月28日，纳希切万苏维埃社会主义自治共和国（即纳希切万自治共和国的前身）在第十一军的监护下宣布成立，面临土耳其大兵压境的亚美尼亚政府只能妥协。两国在1920年8月10日签订了停火协议，恰好是《色佛尔条约》签订的同一天。协议允许苏俄红军暂时驻扎在赞格祖尔，卡拉巴赫，纳希切万三地。驻亚美尼亚特使鲍里斯·勒格朗负责后续的谈判事宜，两国间的战争暂时结束。

#### 色佛尔条约
主条目：色佛尔条约

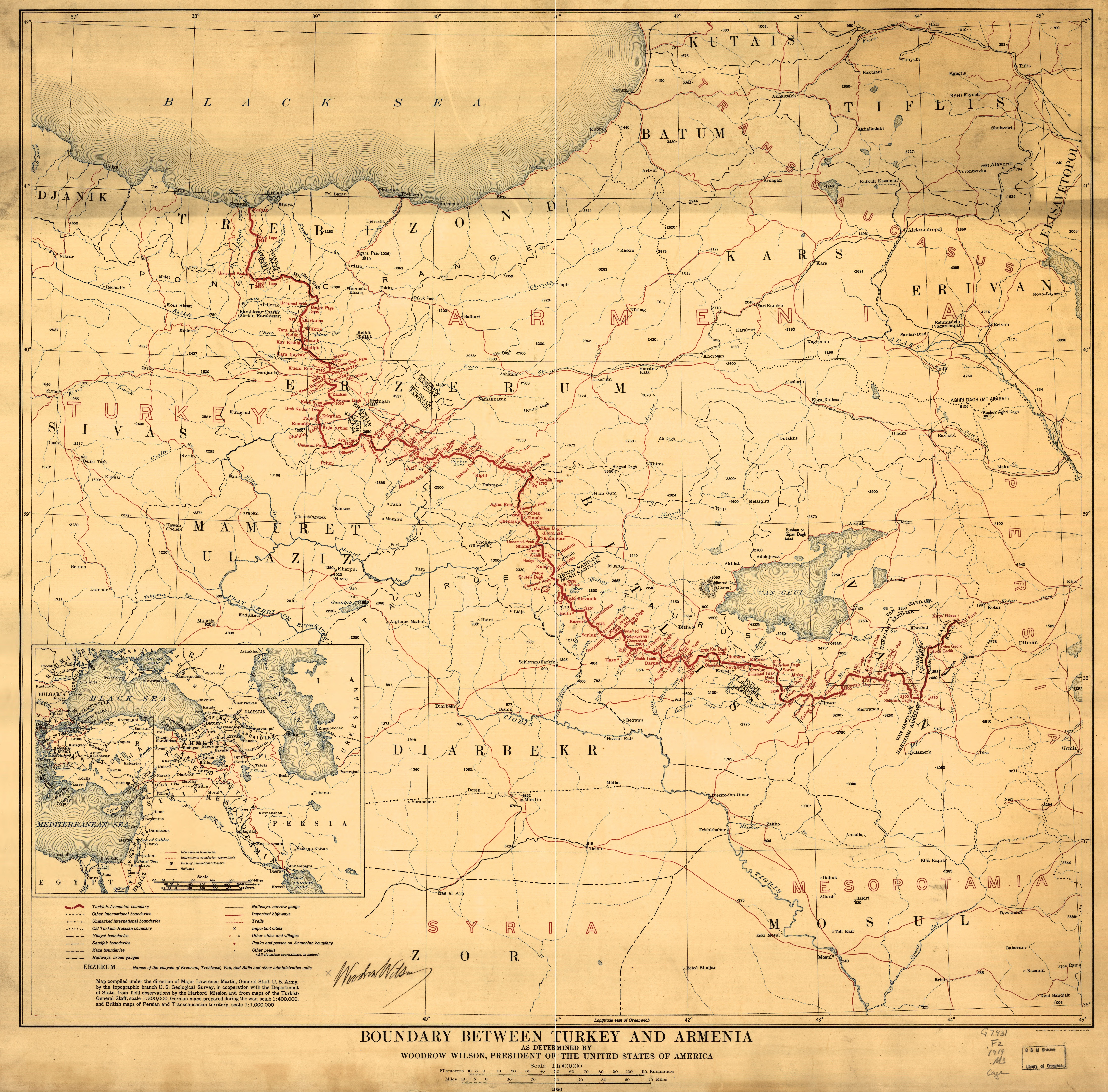
威尔逊亚美尼亚计划中划定的土-亚边界线

由于在巴黎和会上没能解决亚美尼亚问题，亦没有国家愿意对亚美尼亚实行委任统治，高加索各国的领土争端又拖到了色佛尔会议才得到商讨。威尔逊亚美尼亚计划也于此时得到了国际联盟各方的支持。这一计划将会把特拉布宗，埃尔祖鲁姆，凡城，比特利斯等地全部划归亚美尼亚，而具体边界则由美国总统伍德罗·威尔逊仲裁。本都地区的希腊人对此决议相当不满，但希腊政府和亚美尼亚政府都自信的认为，“只要（为本都）提供足够的自治权保障，问题是可以被解决的。”1920年8月10日，亚美尼亚代表签署了《色佛尔条约》，从国际法上承认了亚美尼亚作为独立国家的存在。条约要求黑海海岸吉雷松之东、埃尔津詹、穆什以西、比特利斯及凡湖以南全部划归亚美尼亚共和国。亚美尼亚的领土直接扩张了103599平方公里，总领土扩大到15万平方公里，与捷克斯洛伐克或美国伊利诺伊州大致相等。实际上，如果全盘按照威尔逊亚美尼亚计划，共和国的领土还要进一步扩充到超20万平方公里。对高加索三国之间的领土争端，条约第九十二条规定，如果各国无法通过直接协议确定边界，则由“主要同盟国”进行边境线的协商划定。
同日，亚美尼亚政府也和苏维埃俄国签订了和约，结束了赞格祖尔和纳希切万的军事冲突。此事在国际联盟诸国处引发了一阵骚乱，亚美尼亚政府被迫澄清和苏维埃政府的和约只是“为赢得一些时间”的权宜之计，亚美尼亚并不会放弃其反布尔什维克立场。
尽管取得了辉煌的外交胜利，但色佛尔条约并未被穆斯塔法·凯末尔及其大国民议会政府承认。绝大多数土耳其人将条约视为国耻，大国民议会政府向协约国发出照会，声称他们绝无可能接受这份条约。愤怒的土耳其民族主义者和军民在小亚细亚发起了激烈反抗。凯末尔下达命令要“从肉体到政治上彻底消灭亚美尼亚”，安卡拉政府旋即对亚美尼亚宣战。凯末尔计划先对奥尔图的亚美尼亚部队发动突袭，随后将战争扩大到入侵亚美尼亚本土。此时还无人能预料到，随后爆发的灾难性的土耳其-亚美尼亚战争，将会在短短几个月间再一次毁灭亚美尼亚人刚建起的祖国。

#### 与土耳其的战争
主条目：土耳其-亚美尼亚战争
对亚美尼亚来说，土耳其部队的拼死一搏在其计划之外。但安卡拉政府早在1920年6月就已经在计划对亚美尼亚的军事行动了。1920年6月9日，卡齐姆·卡拉贝基尔被指派前往东部前线，并得到了一支野战军的指挥权和自由任免东部前线所有军事指挥官和文官的权力。凯末尔早早做出了判断，欧美各国不会对亚美尼亚提供援助。再加之亚美尼亚和邻国，尤其是苏维埃俄国的糟糕关系，土耳其军队的军事冒险有很大可能成功。1920年4月末到5月，在凯末尔的外交努力下，土耳其政府得到了弗拉基米尔·列宁的支持，得到了6000把步枪，500万枚步枪子弹，超过两百斤的金块和其他援助。相比之下，亚美尼亚在战火蹂躏之后仍然百废待兴，在与土耳其新划定的边境线上只有装备陈旧，数量稀少的部队，可以说毫无战争准备可言。

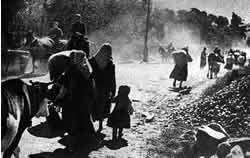
亚美尼亚平民逃离卡尔斯

1920年9月13日，凌晨两点三十分。卡拉贝基尔带领土耳其第十五军团的五个营，袭击了奥尔图和佩内克的亚美尼亚军队。毫无预料的亚美尼亚军队全线崩溃，至黎明时分，佩内克已被土耳其军队占领。亚美尼亚残部撤向萨勒卡默什。盟军和苏俄红军对土耳其的军事行动毫无反应，凯末尔随即在9月20日下令卡拉贝基尔继续进军，占领卡尔斯和卡厄兹曼。9月28日凌晨三时，第十五军团故技重施，再次发动夜袭。宛如惊弓之鸟的亚美尼亚守军再次败退，9月29日土军进入萨勒卡默什，9月30日卡厄兹曼也被攻克。10月初，亚美尼亚政府恳求盟军干预，但介于此时英军正在和亚述人一起镇压库尔德人起义，意大利和法国军队也正在叙利亚和安塔利亚与土军作战，盟军根本无法分出兵力援救亚美尼亚。1920年10月24日，在苏维埃俄国的暗中支持下，土军发动了整场战争中最大规模的战斗卡尔斯战役，10月30日，被亚美尼亚人认定“坚不可摧”的卡尔斯城被占领，城内2.5万名缺少装备，军心涣散的亚美尼亚守军竖起白旗投降。亚美尼亚残部撤退到亚历山大罗波尔。一周后亚历山大罗波尔又失陷，土军占据亚美尼亚古都阿尼，兵锋已势不可挡。

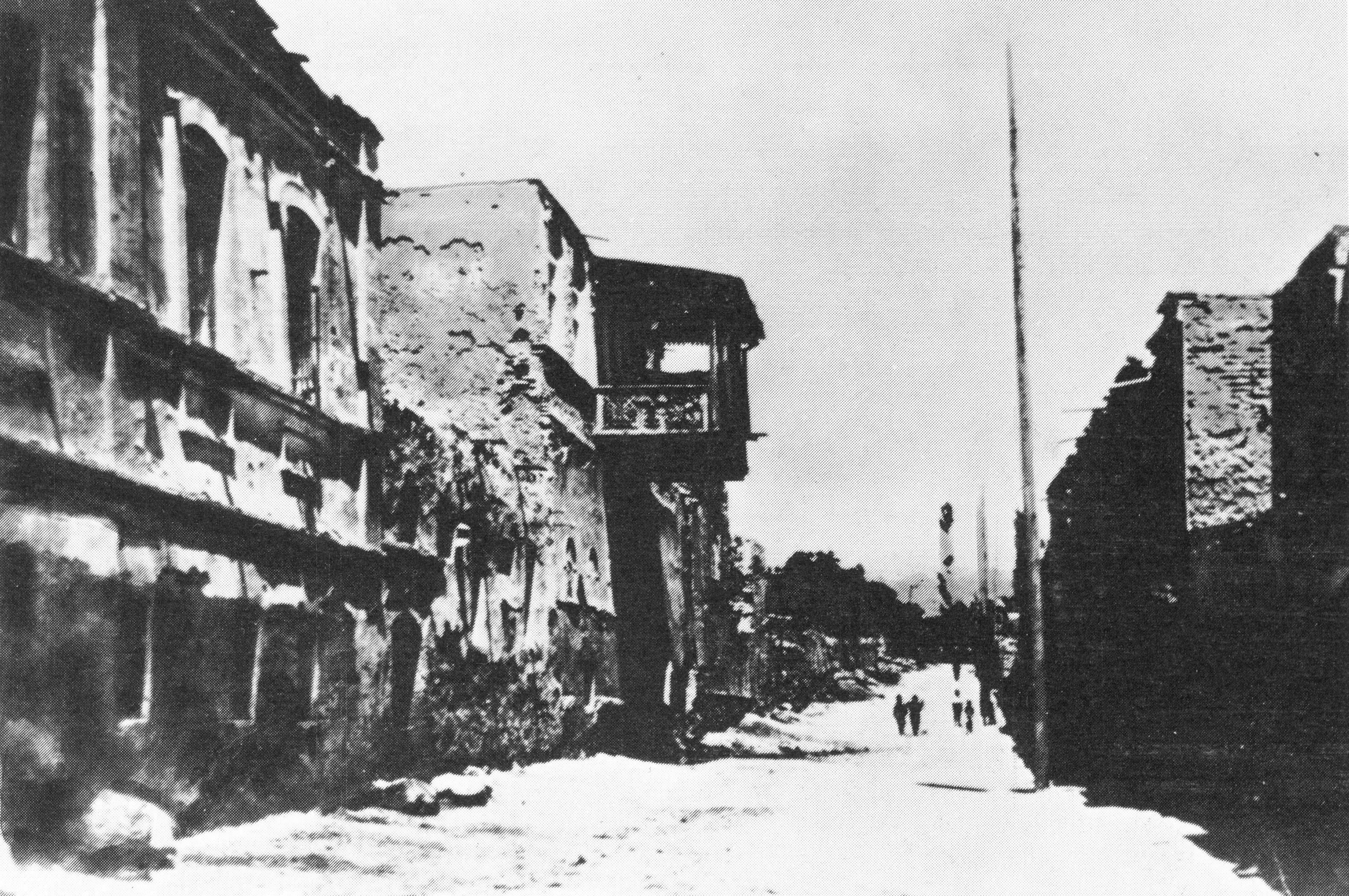
战后埃里温的废墟

1920年11月13日，格鲁吉亚民主共和国打破中立，发动了对1919年划定的中立区洛里的进攻。同时亚历山大罗波尔的土军向亚美尼亚政府发布了最后通牒，亚美尼亚政府只得屈服。1920年11月18日，双方达成了初步停火协议。在战争中，卡拉贝基尔带领的土耳其军队对卡尔斯和亚历山大罗波尔的亚美尼亚平民实行了大规模的战争暴行，包括屠杀和强奸，受难者逾以万计。亚美尼亚外交部长亚历山大·哈提斯扬受命前去进行战败谈判。不过，在屈辱的《亚历山大罗波尔条约》签署之前，亚美尼亚共和国就已然作古。

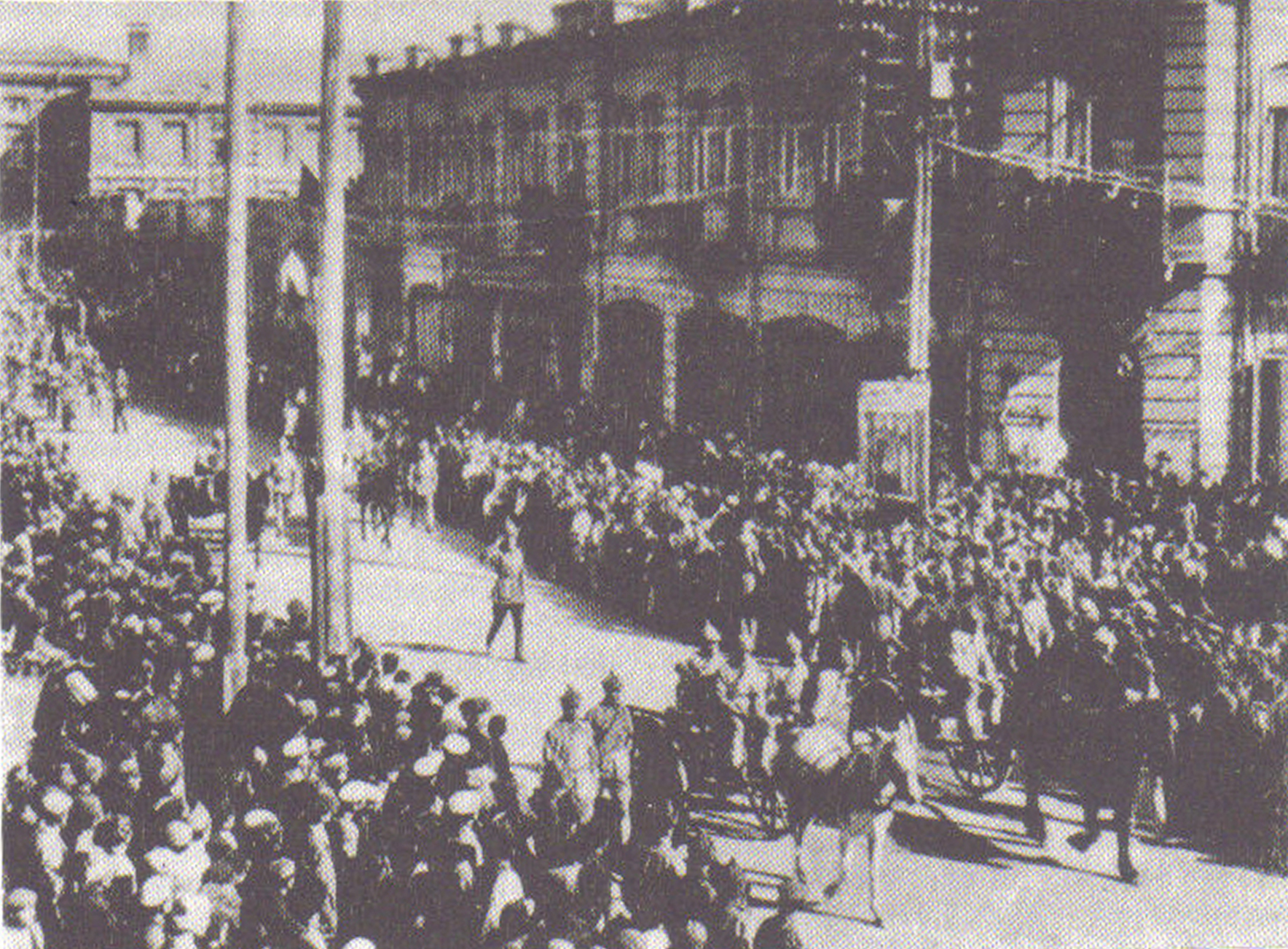
1920年12月4日，第十一军（苏俄）进入埃里温，亚美尼亚共和国至此正式灭亡

#### 共和国的终结
主条目：红军入侵亚美尼亚
就在卡拉贝基尔和哈提斯扬还在亚历山大罗波尔谈判之际，苏维埃俄国政府迫不及待的发动了对亚美尼亚的入侵。约瑟夫·斯大林在列宁的授意下，要求其亲信谢尔戈·奥尔忠尼启则进兵亚美尼亚，迅速建立一个亲苏维埃的新政府。11月28日夜，阿纳托利·伊里奇·格克尔的部队攻入亚美尼亚边境，占领了伊杰万，全程未遭抵抗。同一日，苏俄政府在巴库扶持的亚美尼亚革命委员会宣布亚美尼亚转变为苏维埃共和国。亚美尼亚政府此时极度悲观，认为他们已不可能同时抵抗红军和土耳其军队，亚美尼亚军队和民众业已筋疲力尽。亚美尼亚政府派出了特使德拉斯塔玛特·卡纳扬和汉巴尔祖姆·特尔特良，开始与苏俄政府的鲍里斯·勒格朗谈判。1920年12月2日，亚美尼亚政府与苏维埃俄国达成协定，亚美尼亚政府全体辞职，卡纳扬暂时领导国家，直到亚美尼亚革命委员会成员进驻埃里温。勒格朗则保证亚美尼亚将维持战前边界，协议条款大致如下：
1.宣布亚美尼亚为苏维埃社会主义共和国。
2.在苏维埃委员会成立之前，临时军事革命委员会临时接管亚美尼亚政权。
3.苏维埃俄国承认埃里温省，赞格祖尔省，卡尔斯省的部分地区，哈萨克省的部分地区，梯弗里斯省的全境是亚美尼亚共和国不可分割的一部分。
4.亚美尼亚共和国的军官将不会因先前与苏维埃政权的战争而被追责。
5.亚美尼亚现有的政治党派（如执政党达什纳克党）及其他党派的成员不会因其身份遭到迫害。
6.临时执政委员会由五位布尔什维克党员和两名左派成员组成。
7.苏维埃俄国政府承诺保证苏维埃亚美尼亚的领土安全。
1920年12月4日，红军在无抵抗的境况下进入埃里温。12月6日，费利克斯·埃德蒙多维奇·捷尔任斯基的秘密警察契卡也得以入城。亚美尼亚共和国实际上停止存在。

##### 亚历山大罗波尔条约
主条目：亚历山大罗波尔条约
在红军入侵的同时，亚历山大·哈提斯扬带领的亚美尼亚使团仍在与土耳其谈判。哈提斯扬认定尽管亚美尼亚政府已经妥协投降，尽快签署停战协定仍是重中之重。他担心卡齐姆·卡拉贝基尔的土耳其部队可能会先一步攻克埃里温和埃奇米阿津，而未来的亚美尼亚人将会永远失去这两片土地。1920年12月3日，《亚历山大罗波尔条约》正式签订。尽管哈提斯扬多次恳求土耳其政府，希望能够保留被亚美尼亚人视作圣山的阿拉拉特山，古都阿尼，苏尔马鲁等对亚美尼亚文化具有象征意义的领土，但都遭到了土耳其方的回绝。此外，条约还要求亚美尼亚政府放弃《色佛尔条约》，在纳希切万对阿塞拜疆做出领土让步，军队裁军至1500人，外交，通讯与交通受土耳其监督等。一言以蔽之，这一条约实质上把亚美尼亚变成了土耳其的保护国。不过由于1920年12月2日，亚美尼亚政府已经向红军投降并不复存在，这份和约实际上是非法和约，不具备现实效益。亚美尼亚临时政府也宣称这一条约非法。亚美尼亚的领土疆域在随后的《卡尔斯条约》才被正式划定。至此，亚美尼亚第一共和国的历史尘埃落定，短命的共和国最终亡于“布尔什维克的铁锤和土耳其的铁砧”之间。

## 政治

### 亚美尼亚议会
主条目：亚美尼亚共和国议会（1918-1920）
亚美尼亚共和国是一个议会制国家，国家政权掌握在其“国民议会”手中。亚美尼亚共和国议会由其议长领导，从1918年独立到1920年灭亡为止，亚美尼亚共有三位议会议长。历任议长的名单如下：
| 图片 | 名称                                          | 任职开始时间  | 任职结束时间  | 所属党派         |
| ---- | --------------------------------------------- | ------------- | ------------- | ---------------- |
|      | 阿韦蒂克·霍万尼斯·萨哈克扬（Avetik Sahakian） | 1918年8月1日  | 1919年8月5日  | 亚美尼亚革命联盟 |
|      | 阿韦蒂斯·阿哈罗尼扬（Avetis Aharonian）       | 1919年8月5日  | 1920年11月4日 | 亚美尼亚革命联盟 |
|      | 奥瓦涅斯·卡贾兹努尼（Hovhannes Kajaznuni）    | 1920年11月4日 | 1920年12月2日 | 亚美尼亚革命联盟 |

尽管有三位议长，但由于卡贾兹努尼上台时亚美尼亚政府已经濒临崩溃，历史上仅有两届正常运行的国民议会。在1918年的第一届议会上，达什纳克占据18个席位，而亚美尼亚人民党，亚美尼亚社会革命党和社会民主洪查基安党各有6个席位。此外还有六名伊斯兰代表，两位无党派人士，一个俄罗斯人代表和一个亚兹迪人代表。而在1919年的议会中，达什纳克党已经占据了绝对优势，他们独占了73个席位，宪政党占4个席位，其余位置被两个伊斯兰代表，一个无党派人士瓜分。亚美尼亚女性在国民议会中也首次得到了参政的机会。1919年，有三位女性当选为亚美尼亚议会的议员，她们都是达什纳克的成员，标志着在保障女性权益方面共和国的进步。

### 亚美尼亚政府
亚美尼亚的最高立法机关议会将会任命最高行政机关，即亚美尼亚共和国政府的总理。总理有权力提名由部长们组成的新一届政府名单，而这份名单也需要得到亚美尼亚议会的批准。亚美尼亚共和国政府由总理领导，对议会负责。历任亚美尼亚总理的列表如下：
| 图片 | 姓名                                           | 任期开始       | 任期结束       | 所属党派         |
| ---- | ---------------------------------------------- | -------------- | -------------- | ---------------- |
|      | 奥瓦涅斯·卡贾兹努尼（Hovhannes Kajaznuni）     | 1918年6月15日  | 1919年4月27日  | 亚美尼亚革命联盟 |

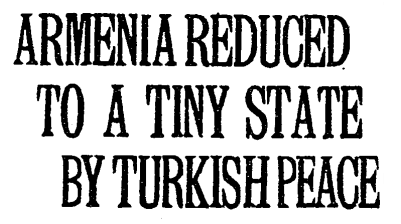
1920年12月10日，纽约时报对亚历山大罗波尔条约的报道

|      | 亚历山大·卡蒂相（Alexander Khatisian）         | 1919年4月27日  | 1920年5月5日   | 亚美尼亚革命联盟 |
|      | 哈马扎斯普“哈莫”·奥哈杨尼扬（Hamo Ohanjanyan） | 1920年5月5日   | 1920年11月23日 | 亚美尼亚革命联盟 |
|      | 西蒙·弗拉强（Simon Vratsian）                  | 1920年11月23日 | 1920年12月2日  | 亚美尼亚革命联盟 |

需要特别注明的是，亚美尼亚第一任总理奥瓦涅斯·卡贾兹努尼的任期理论上结束于1919年8月7日，但实际上，其继任者亚历山大·卡蒂相在1919年4月27日起就担任代总理一职，因此此表格以此二人实际完成权力交接的时间为准。亚美尼亚第一共和国共组建了八届政府，虽然说名义上有六届联合政府，但实际上几乎都由亚美尼亚革命联盟主导。

### 行政区划
根据1920年5月25日通过的行政区划法，亚美尼亚共和国划分为四个省：
1. 阿拉拉特省（首府：埃里温），包含8个县：埃里温、埃奇米阿津（今瓦加尔沙帕特）、新巴彦（今加瓦尔）、苏尔马鲁（英语：Surmalu uezd）、沙鲁尔、达拉拉盖兹（今瓦约茨佐尔）、纳希切万和戈赫坦。

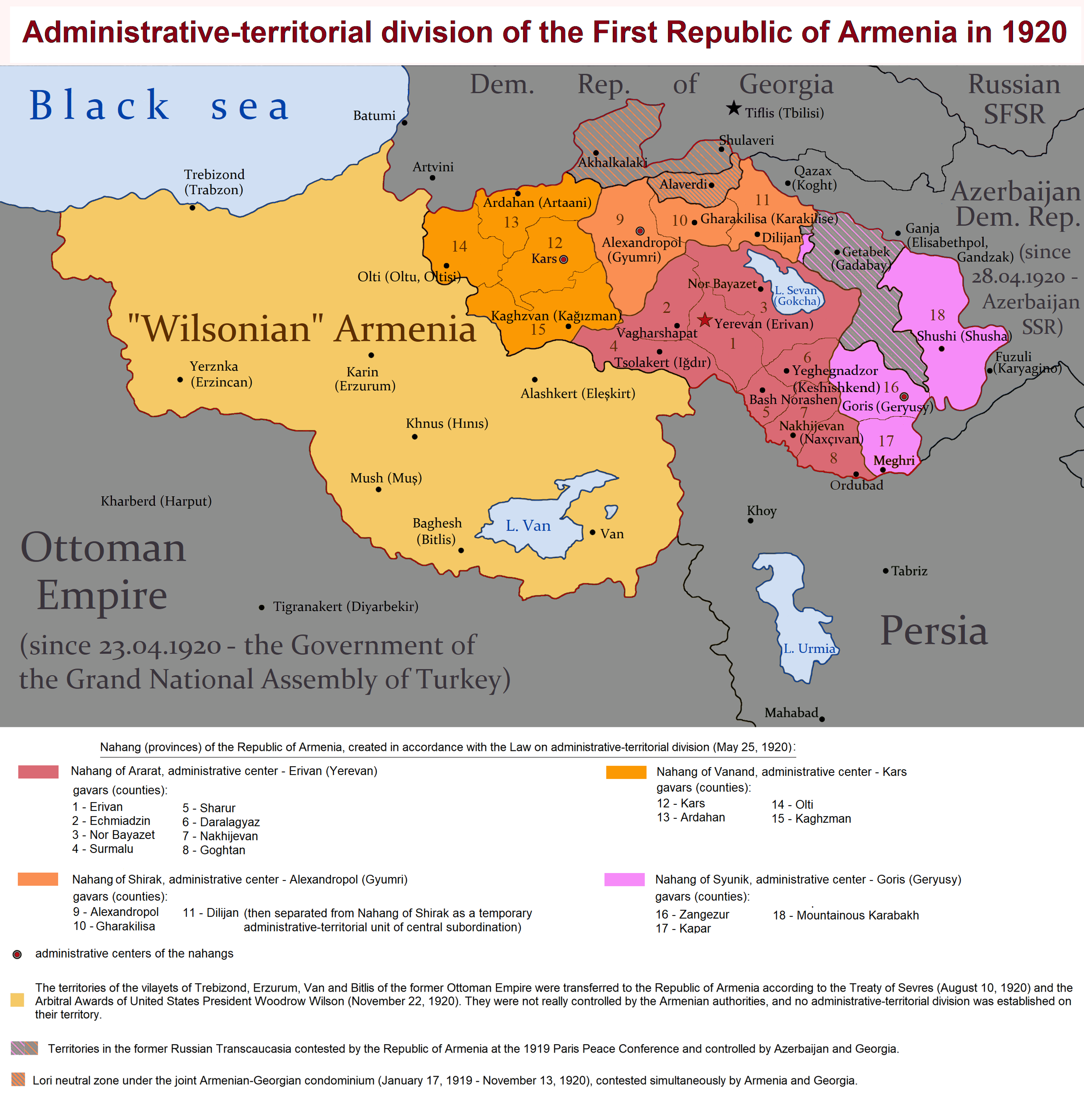
亚美尼亚的行政区划图

2. 亚美尼亚的行政区划图希拉克省（首府：亚历山大罗波尔），包含3个县：亚历山大罗波尔（今久姆里）、卡拉基利萨（今瓦纳佐尔）和迪利然。后来，迪利然县被划为单独的临时行政单位。该省声称包括亚美尼亚-格鲁吉亚共管的洛里中立区，以及被格鲁吉亚控制的阿哈尔卡拉基和博尔恰利（英语：Borchaly uezd）北部。
3. 瓦南德省（首府：卡尔斯），包含4个县：卡尔斯、阿尔达汉、奥尔蒂（今奥尔图）和卡厄兹曼。
4. 休尼克省（首府：戈里斯），包含3个县：赞格祖尔、卡帕尔和纳戈尔诺-卡拉巴赫。纳戈尔诺-卡拉巴赫由当地的亚美尼亚国家委员会管理。该省声称包括被阿塞拜疆控制的杰万希尔和叶利扎维特波尔（今占贾）部分地区。

临近土耳其和波斯边界的阿拉拉特、瓦南德和休尼克省部分地区并不由亚美尼亚当局控制，而是在突厥与库尔德地方武装或自卫部队的掌控下。
至于根据1920年8月《色佛尔条约》，划归亚美尼亚的奥斯曼帝国前属地——凡城、埃尔祖鲁姆、比特利斯和特拉布宗等省份的部分地区，它们并未实际落入亚美尼亚政府控制，所以也未进行新的行政区划。

### 人口：
1918年5月，亚美尼亚的人口构成如下：
- 亚美尼亚人：669,871人
- 鞑靼人（今阿塞拜疆人）：365,841人
- 库尔德人：36,508人

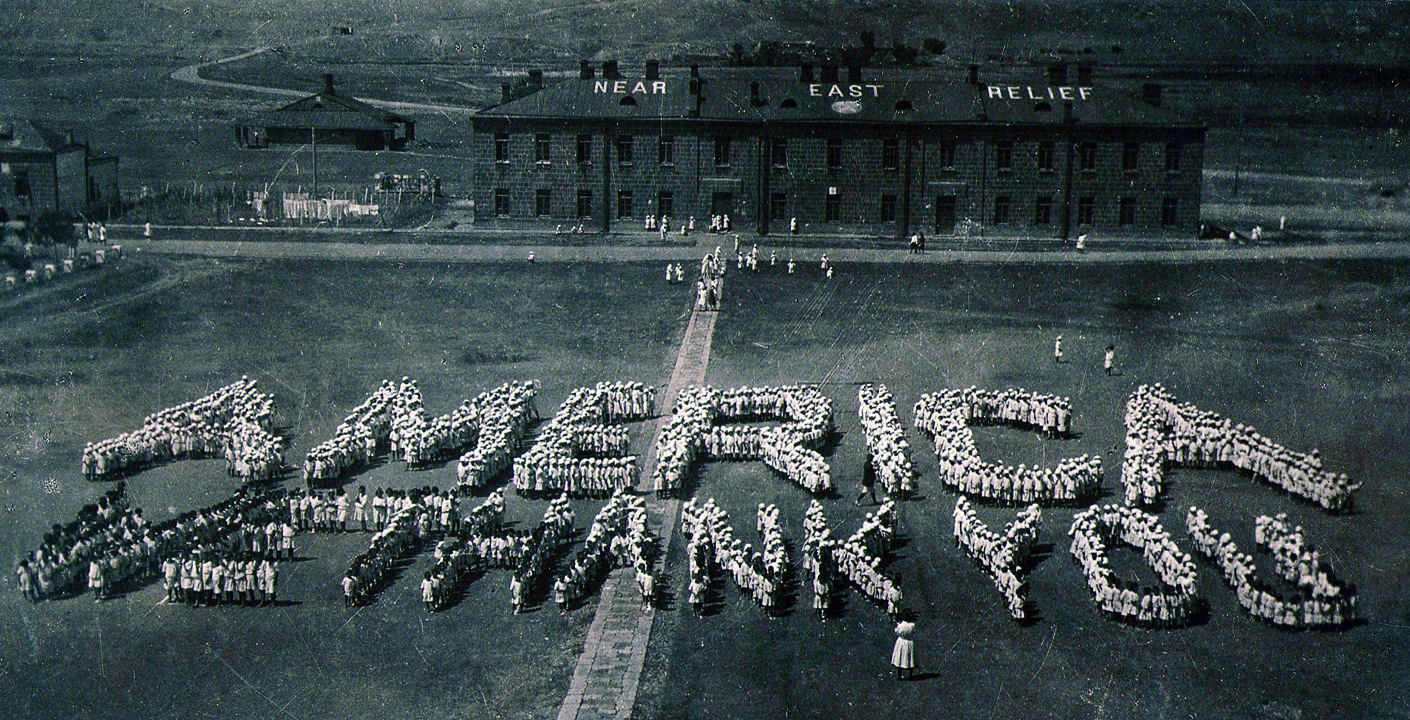
中东的亚美尼亚孤儿在亚历山大罗波尔的美国儿童救助之家中，排出的“America We Thank You”字样。

- 俄罗斯人、格鲁吉亚人、希腊人、吉普赛人等：21,854人
- 亚兹迪人：12,624人
- 土耳其人：约8,000人[99]

### 亚美尼亚政党

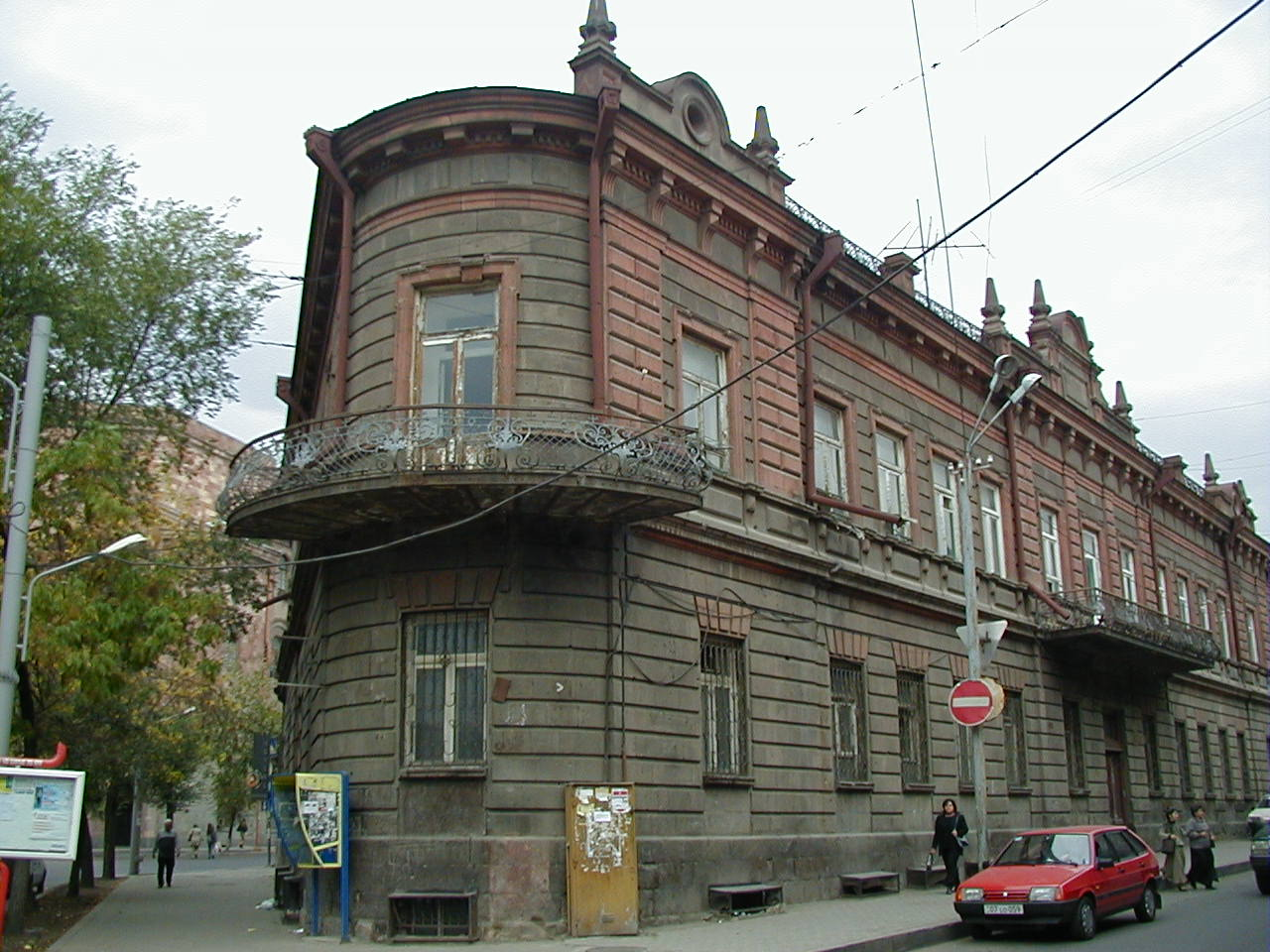
1918年到1920年亚美尼亚共和国的政府大楼，位于埃里温

不管是在亚美尼亚民族运动中，还是在亚美尼亚第一共和国成立后，亚美尼亚革命联盟（又简称达什纳克）都是绝对的政坛巨无霸。1890年，达什纳克由亚美尼亚民族运动的领袖，克里斯塔波尔·米卡埃良等人创建。它是亚美尼亚第一共和国内第三老资历的政治党派，仅次于1887年创立的社会民主洪查基安党和1885年建立的亚美尼亚第一个政党亚美尼亚人党。在1919年的亚美尼亚议会选举上，他们正式确立了在亚美尼亚政坛的垄断地位。亚美尼亚的三位议长，四位总理全部出自这个党派，达什纳克代表挤满了亚美尼亚议会和政府。在政治理念方面，达什纳克党深受马克思主义的影响，亦曾加入过第二国际。不过，达什纳克在党章中强调要建立“社会公正的民主社会主义共和国”，加之与苏维埃俄国的外交争端和与协约国的亲近，因此长期秉持反布尔什维克立场。不过，达什纳克党内远非同心同德。它被认为“并非一个铁板一块的机构，而是在民族解放事业中以广泛的联盟形式存在”。党内的民族主义者和社会主义者之间素有冲突，知识分子与党内头目间也存在鸿沟。不过达什纳克在国内与外交场合仍着重表现其团结一致的形象。1920年苏俄军队入侵亚美尼亚之后，达什纳克党随之被取缔，领导人四处流亡。
至于其他党派，亚美尼亚立宪自由党（即现在的亚美尼亚民主自由党，或称拉姆加瓦尔）则是一个反革命的自由民主主义政党，反对阶级斗争，呼吁国内团结。它由亚美尼亚人党和一部分社会民主洪查基安党的改革派成员组建。另一个具有较大影响力的政治派系是亚美尼亚人民党。相对于拉姆加瓦尔，它无疑是更加纯粹的反革命的资产阶级党派。它是一个年轻的党派，成立于1917年并受到了俄罗斯立宪自由党理念的启发。其主要推行民粹主义宣传，支持自由主义，渐进式改革，支持者主要是中产阶级和商人。1921年亚美尼亚山地共和国的起义失败后，该党主要领导人也出走海外。
亚美尼亚的布尔什维克党拒绝参与议会选举。他们最初的的影响力不大，直到1919年一连串的战争和饥荒后才有所提升。它们之间几乎没有有效的协调组织，不过依然可以看出，布尔什维克内的激进派掌握着亚美尼亚党支部的大权。与其他前沙俄国家的布尔什维克一样，他们反对亚美尼亚独立，希望亚美尼亚能早日回归苏维埃俄国的怀抱。1920年布尔什维克们组建了亚美尼亚共产党。他们发动了五月起义，在红军入侵亚美尼亚后成为了最终的胜利者。

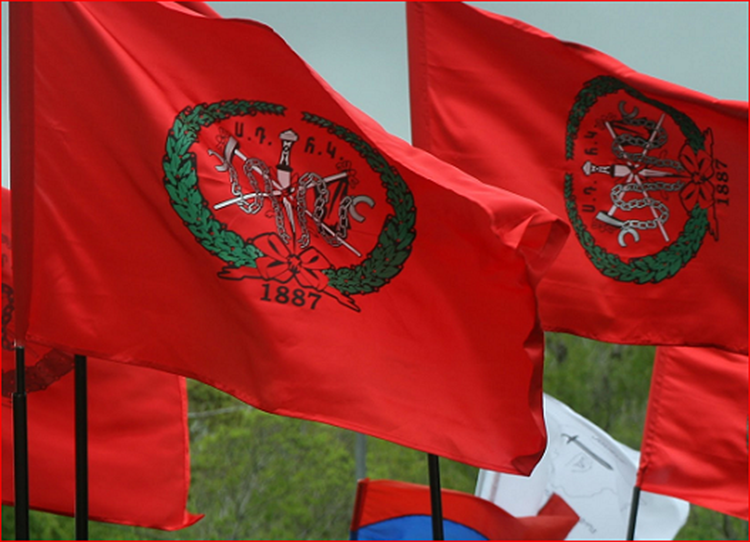
社会民主洪查基安党的旗帜

社会民主洪查基安党是唯一一个在西亚美尼亚和东亚美尼亚都具有广泛影响和大量党员的马克思主义党派。这个党派始建于1887年，最早的名称为洪查基安革命党，由七名生活在俄属亚美尼亚的年轻人创立。他们都是从欧洲留学归国的高材生，且收到了恩格斯，普列汉诺夫，以及后来的列宁的思想的启发。不过随着第一次世界大战爆发，大量洪查基安党党员加入了孟什维克和布尔什维克，这使得这个党派在亚美尼亚政坛的影响力相对有限，仅靠一小批的忠实老党员和部分来自凡城的流亡者维持运作。从意识形态角度来说，其自认为是社会民主主义的党派，并支持亚美尼亚民族主义。
洪查基安党之外，亚美尼亚社会民主主义者因对马克思主义的阐释不同，分裂成了五大派别，随后他们又因为布尔什维克-孟什维克决裂的缘故再一次分化。大多数社民主义者选择支持孟什维克。国际主义者，亚美尼亚的孟什维克党领导人阿尔沙克·佐赫拉比扬是这些社民主义者的灵魂人物。不过在他因伤寒去世后，“亚美尼亚的孟什维克主义随着它最具口才和煽动力的倡导者的死，烟消云散”。社会民主主义者的另一分支派系“特定派”主张在考虑亚美尼亚党国情，历史，文化，政治等因素的情况下，建立一个独立的，带有民族特性的亚美尼亚社会主义国家。他们不同于布尔什维克和孟什维克，支持亚美尼亚的独立和科学社会主义。特定派在东亚美尼亚有一定影响力，其思想家达维特·阿纳农也批判过拉姆加瓦尔等党派对西亚美尼亚的过分重视。
最后一个有一定影响力的党派是亚美尼亚社会革命党。这一党派在社会经济方面的政策几乎和达什纳克相同，由不满达什纳克党内对西亚美尼亚的过度重视的一些党员脱党组成。不过他们几乎没有在亚美尼亚各省掀起什么波澜。亚美尼亚社革党虽然同情苏维埃俄国，但仍坚持亚美尼亚民族独立的立场，反对苏俄政权的合法性。由于他们坚持通过和平手段反对达什纳克党，因此他们对处于垄断地位的达什纳克来说，不过是一个“无关紧要的，甚至有用的阻碍”而已。

### 亚美尼亚的新闻业
尽管亚美尼亚第一共和国仅持续了不到两年半的时间，但亚美尼亚国内的定期出版物行业却在这期间迎来了繁荣期。从1918年5月28日开始，亚美尼亚共和国内共出现了60余种报纸，其中绝大多数都在首都埃里温出版。这段历史时期内出现的亚美尼亚报刊与政治生态的繁荣发展密不可分。这些报刊可简要分为三类：亚美尼亚共和国政府出版的官方报刊，隶属于或支持各政党的出版物，以及数量较少的无党派/独立报刊。

#### 亚美尼亚政府报刊
政府报刊的主要职责是公布并传播政府和议会通过的法律、法令、决议与命令。亚美尼亚最主要的政府报刊是三日刊《政府公报》，从1918年9月到1920年7月均有出版。另一个官方报纸是《亚美尼亚民族委员会通讯》，但出版时间极短。亚此外，亚美尼亚政府还曾短暂出版过一些隶属于政府部门和科研单位的刊物。亚美尼亚国防部的官方出版物《战士》是周刊形式，在1920年才开始出版，但随后便在土耳其-亚美尼亚战争爆发后中断。此外还有在1920年仅出版一期的《农业学报》，在埃里温刊印出版的医学刊物《卫生工作者》等。
半官方出版物同样广泛存在，如主要聚焦经济方面的《亚美尼亚合作社》，在卡尔斯出版的双日刊物《工人之声》，纳戈尔诺-卡拉巴赫的地区性报纸《卡拉巴赫信使》和《阿尔察赫》等等。

#### 各政党刊物
如上文所述，亚美尼亚政党众多，其中有影响力的各党派，无论执政党达什纳克，在野党拉姆加瓦尔，亚美尼亚人民党等，甚至布尔什维克等非法党派都有其官方刊物。右翼两党拉姆加瓦尔和亚美尼亚人民党共出版了五份官方报纸，虽然都代表民族主义右派，但诉求和政治理念亦有所不同。拉姆加瓦尔的官方报刊《亚美尼亚之声》更受西亚美尼亚的右翼支持者和难民群体的欢迎。与之相对，亚美尼亚人民党的官方报刊《人民》则受到东亚美尼亚（即前俄属亚美尼亚）的知识分子和民族自由派的支持。
亚美尼亚最具政治力量的党派达什纳克代表着中左翼力量，出版了多达13种刊物来维持其在政治舞台上的霸主地位。主要的机关报有在埃里温出版的《钟声》《劳动》《前进》《亚美尼亚工人》等。至于其他报刊则多为各地工人，学生自发创作的地区性刊物。温和左翼报刊包括亚美尼亚社会革命党与孟什维克刊物，共计六种。社会革命党的机关报《社会革命者》于1919年5月首次出版于巴库，至1920年4月停刊。孟什维克的主要刊物是在埃里温出版的三日刊《火花》和亚历山大罗波尔出版的三日刊《人类》。1919年1月30日，舒沙的亚美尼亚孟什维克支持者出版了《新生活》周刊，但只连载了短短五期。
极左翼报刊对亚美尼亚共和国政府多持批评态度，且大多数都是布尔什维克刊物。它们中最著名的是从1918年9月开始，共计连载了22期的《言论》。最具轰动性的则是布尔什维克组织“斯巴达克”在1919年5月1日出版印刷的《斯巴达克》。此外诸如亚历山大波尔出版的《工人》和《浪潮》，哈格帕特出版的《洛里农民之声》，布尔什维克机关报《共产党人》等也曾短暂连载，但不过几期后就遭政府查封。布尔什维克之外的激进左派也发行了大量的亲左翼报刊，如埃里温的《农民之声》和亚历山大罗波尔的《农民联合会》等。依托这些通过合法或非法形式传播的左翼报刊，本来几乎没有群众基础的布尔什维克主义得以在亚美尼亚快速扩张，最终瓦解了脆弱的民主共和国。

#### 独立报刊
政治类报刊大多由其支持的政党资助，因此出现了空前的繁荣局面。相比来说，由于缺乏资金等原因，亚美尼亚的无党派/独立报刊业则极为薄弱。绝大多数表面上的独立报刊不是夭折，就是实际上被各政党控制或影响。此类刊物包括日报《亚历山大罗波尔通讯》，1919年出版的《理想》，《新道路》，俄文期刊《学校的旗帜》等。此外还有一些埃里温各高校的学生们自主组织的周刊和《埃奇米阿津》和《阿拉拉特》等宗教学，神学月刊。

### 外交
1918年亚美尼亚独立后，周边国家群狼环伺，国内则百废待兴。在确立新生的亚美尼亚人国家的外交政策时，亚美尼亚共和国的第一任总理（同时兼任外交部长）奥瓦涅斯·卡贾兹努尼在一份声明中这样写道：
“……我将遵循一个崇高的原则——与邻国建立友好关系，并以一切可能的方式避免与其发生冲突。这一立场源于这样一个事实：我们的民族、我们的国家需要喘息之机，需要和平，即便是不稳定的和平。我们已被榨干、虚弱不堪，并最终陷于混乱。我们已无法再做出额外的努力，承受不起新的考验。任何新的外部冲突都将导致我们不可避免和最终的毁灭。我们是被击败的一方，我们必须对此有清醒认识，时刻牢记，并有勇气得出相应的结论。
在目前阶段，我们的唯一目标应是拯救亚美尼亚民族的残余，并在尚掌握的小块领土上，进行一次建立国家的英勇尝试。

这种认识应成为我们当前外交政策的基石。”
在西拉坎·季格良代替卡贾兹努尼，成为新的外交部长后，亚美尼亚的外交政策总体上延续了这一基本政策。但由于民族冲突等原因，亚美尼亚与邻国爆发了多次边境战争。持续的军事冲突严重削弱了亚美尼亚的国家实力，侵蚀了共和国的根基，最终使亚美尼亚再次失去了独立，沦为社会主义俄国的傀儡。

#### 与土耳其的关系
在亚美尼亚建国之初，奥斯曼帝国仍未放弃其泛突厥主义思想，并一直试图通过武力方式兼并亚美尼亚。卡贾兹努尼认为，即便奥斯曼帝国坚持推行反亚美尼亚政策，亚美尼亚共和国也暂时无力与其正面冲突，应尽一切努力与奥斯曼帝国和解。在前线的军事胜利与外交人员的努力下，1918年6月，奥斯曼帝国成为了最早承认亚美尼亚共和国独立的国家之一。土耳其官方宣称“是我们缔造了亚美尼亚，因此亚美尼亚问题已经彻底解决。”
但两国间的正常邦交关系并没有维持多久。在巴统条约签订后仅仅一个月，土耳其军队便对埃奇米阿津等地的亚美尼亚军队发动了进攻。亚美尼亚政府此时开始呼吁德意志帝国的协助——作为同盟国的领导者，德国一直呼吁各方遵守布列斯特-立托夫斯克条约，反对奥斯曼帝国在高加索的过度扩张。1918年10月末，亚美尼亚与奥斯曼帝国签署了穆兹罗斯停战协定，期盼许久的和平终于到来。两国此后一直维持着不甚友好的外交联系。直到1920年土亚战争再度爆发。

#### 与高加索邻国的关系
亚美尼亚与阿塞拜疆之间几乎从未有过和平。1918年5月以来，以纳戈尔诺-卡拉巴赫为代表的的领土争端，延续近千年的民族宿怨和宗教冲突一直困扰着两国，引发了一系列外交矛盾，战争乃至骇人听闻的种族屠杀。
与格鲁吉亚的关系也未见得友善。1918年5月巴统条约签订后，格鲁吉亚民主共和国依仗其德国保护国的身份，要求亚美尼亚放弃亲俄立场和部分争议领土，试图确立其在外高加索的地区霸权地位。1918年6月，伊拉克利·策烈铁里组织的和平会谈无疾而终；1918年10月，积怨已久的两国又爆发了规模不小的边境战争。事实上，直到亚美尼亚第一共和国灭亡，亚美尼亚-格鲁吉亚的边境线仍然难以划清。

#### 与俄罗斯各势力的关系
鉴于在外高加索被孤立，亚美尼亚政府被迫违反了巴统条约，开始和俄罗斯内战的各方势力接触。当时，亚美尼亚政府寄希望于和所有俄罗斯政权建立友好关系以抵抗土耳其的攻势。此外，亚美尼亚政府亦担心俄军中的亚美尼亚军人和难民的命运。根据当时的统计，仅在苏维埃俄罗斯境内就聚集了约3万亚美尼亚难民；而在顿河、库班地区与北高加索，更有超过10万亚美尼亚难民与数千名困于困苦之中的战俘正死于饥饿与疾病。
这一外交尝试最终也失败了——内战中占据上风的苏维埃俄国断然拒绝承认亚美尼亚共和国的独立，并拒绝亚方建立正式关系。苦苦希望还有回旋余地的亚美尼亚政府并未加入反苏维埃的政治联盟。另外，亚美尼亚政府秘密与反共的库班人民共和国与俄罗斯南部的白军司令部建立联系，希望获得协助将亚美尼亚战俘与难民遣返回国，并促成面粉、食物、武器与弹药的供应。亚美尼亚政府也清醒地意识到，无论是白军还是苏俄都绝不会承认前帝国领土上新成立的独立国家。因此，亚美尼亚与俄南部非苏政权的关系始终处于半官方甚至秘密状态。政府一方面试图与南俄武装力量最高司令部及特别会议建立联系，另一方面又避免与其签署任何政治协议，仅限于在战俘、难民与贸易方面进行接触。
俄国内战尘埃落定后，苏维埃俄国轻松灭亡了阿塞拜疆民主共和国，势力辐射至整个外高加索。内忧外患中的亚美尼亚最终也没能逃脱赤化的命运。

### 军事

#### 亚美尼亚军队的发展史

##### 奠基：亚美尼亚国家军团
亚美尼亚共和国的国家军队起源于由俄罗斯临时政府开始推行的军队民族化政策。面对二月革命后俄军缺枪少粮，士气低落的现状，资产阶级政府于1917年3月3日发布《基本原则公告》，开始整顿军队，改革军制。公告第三条中提到“（俄军）废除一切基于阶级、宗教和民族的限制。” ，由此终结了自沙俄时代起在俄军内存在的制度性民族歧视，并在事实上认可了少数民族兵员的语言使用权，平等的政治和军事权利。受此鼓舞，此后的几个月，诸如拉脱维亚营，赫梅利尼茨基第一乌克兰团等民族部队相继组建。
1917年4月9日，俄军少将托夫马斯·纳扎尔别基扬被派往俄军高加索指挥部，负责组建亚美尼亚的民族军队。1917年12月13日，在整合了于1914年到1916年活跃的亚美尼亚志愿军之后，亚美尼亚民族军团正式成立。托夫马斯·纳扎尔别基扬为司令，叶夫根尼·维申斯基为总参谋长，特别委员为德拉斯塔玛特·卡纳扬。初建时其共有19590名士兵，818名军官。1918年亚美尼亚国家军团的编制如下：
两个步兵师（第一师和第二师，每个师含四个步兵团）
一个骑兵旅（由两个骑兵团组成，共800人左右）
西亚美尼亚师（由安德拉尼克·奥扎尼安率领，下辖AB两旅）
A旅（埃尔祖鲁姆团两个营，埃尔津詹团两个营）
B旅（胡努斯团两个营，卡拉基利萨团两个营，凡城团两个营，泽伊图恩团）
洛里团，舒希团，阿哈尔卡拉克团，加兹赫团各两个营；努希支队，阿哈尔查赫支队，伊格迪尔支队，哈纳索尔支队共四个民兵队。

##### 整编建军

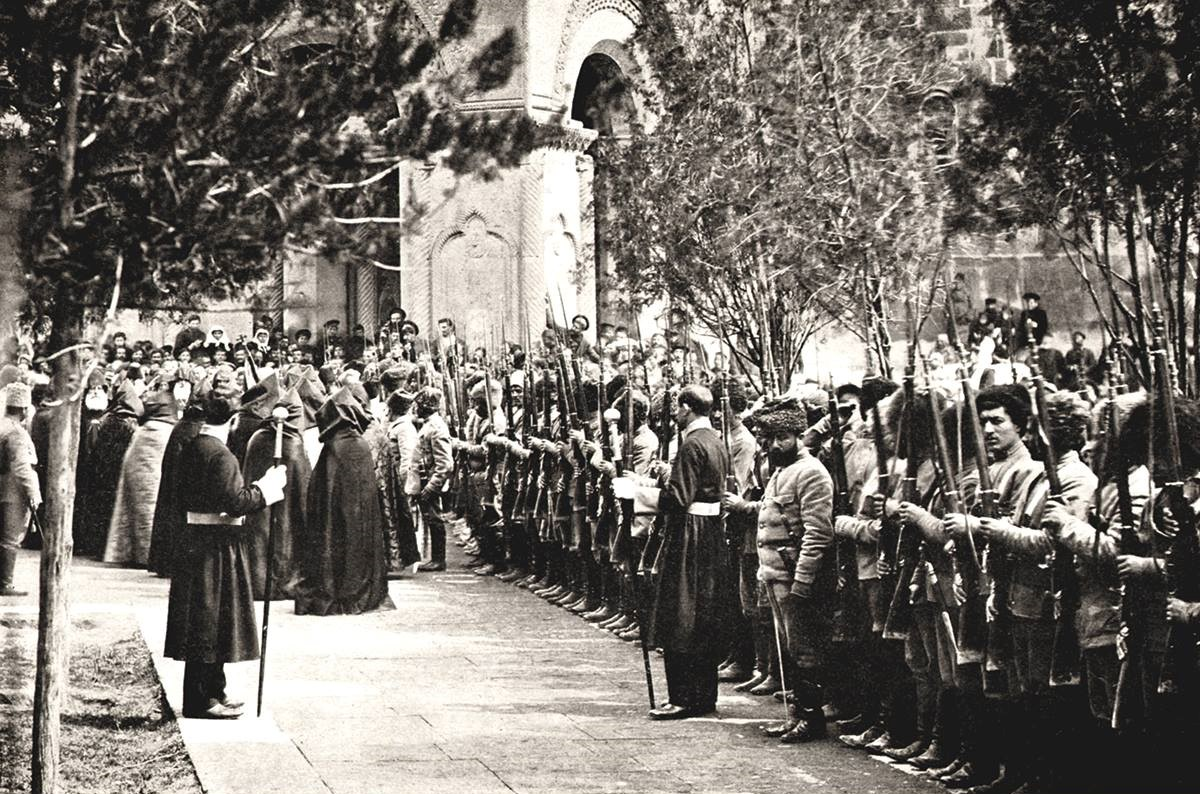
1918年的亚美尼亚军队

随着1918年亚美尼亚共和国的诞生，整合地方部队，国家军团和民兵组织为国家军队便成为了一个重要的任务。1918年7月26日，已晋升为亚美尼亚武装力量总司令的纳扎尔别基扬下达命令开始重组部队，亚美尼亚国家军团改称国家师，并作为共和国官方的国防力量。新成立的亚美尼亚军队在对抗奥斯曼帝国的萨尔达拉巴德战役，阿帕兰战役等作战中表现出色，成功维护了亚美尼亚共和国脆弱的独立。此后，亚美尼亚军队也多次参与了与周边国家的军事冲突，并参与了镇压五月起义，镇压穆斯林起义等国内维稳战斗。

##### 外国的军事援助
1920年土亚战争前，亚美尼亚军队已然筋疲力尽且装备落后，而此时从色佛尔条约中得到的大片领土仍急需保卫。亚美尼亚共和国的海外代表们迫切的开始寻求飞机，武器，军事顾问的支援。在长久的外交努力下，尽管没能争取到军事顾问，英国最终同意援助总价值近83万英镑（约现今的4209万英镑）的军事物资。这批军援包括4万套军装，2.5万支罗斯步枪，440挺维克斯机枪，5750万发小口径弹药和1077箱医疗物资。由于亚美尼亚需要借用格鲁吉亚铁路运输这批物资，因此27%的军援被划归格鲁吉亚。当时对亚美尼亚军队的重组方案中提及要组建总计30000人的三个步兵师，2000名骑兵，3000名炮兵与5000名后勤人员。
此外，海外亚美尼亚侨民集资购买了两架法国战斗机。它们在短暂被巴统英军扣押后，最终加入了服役队列。

##### 覆亡与改组为红军
1920年秋，凯末尔土耳其对亚美尼亚发动了土耳其-亚美尼亚战争。亚美尼亚军队未预料到土军的袭击，加之苏维埃俄国与格鲁吉亚的背刺，亚美尼亚军队在几个月内迅速崩溃。根据苏维埃俄国情报部门的调查，土亚战争爆发前，亚美尼亚正规军共有17445名步兵，2075名骑兵，260挺机枪，79门轻型火炮，3辆装甲列车，3辆装甲车与3辆坦克。在土亚战争爆发后，正规军人数升至25000人，总兵力达到40000人。
亚美尼亚共和国灭亡后，原领土被土耳其和苏俄瓜分。在废墟上诞生的傀儡国亚美尼亚苏维埃社会主义共和国全盘接手了投降的亚美尼亚军队。亚美尼亚国家军队自此被改组为亚美尼亚红军，成为社会主义亚美尼亚的主要武装力量。

#### 亚美尼亚国防部
亚美尼亚共和国的军事国防主要由国防部和总参谋部负责。亚美尼亚国防部（又称军事部）的负责人为国防部部长。自1918年5月28日起，共有四名国防部长在政府内任职。历任亚美尼亚国防部长的列表如下：
| 图片 | 姓名                                             | 任期开始       | 任期结束       | 备注             |
| ---- | ------------------------------------------------ | -------------- | -------------- | ---------------- |
|      | 霍夫汉内斯·哈赫韦尔德扬（Hovhannes Hakhverdyan） | 1918年6月6日   | 1919年3月27日  | 第一任国防部长   |
|      | 克里斯托弗·阿拉拉托夫（Christophor Araratov）    | 1919年3月27日  | 1920年4月3日   | 第二任国防部长   |
|      | 鲁本·特尔-米纳斯扬（Ruben Ter Minasian）         | 1920年5月5日   | 1920年11月23日 | 第三任国防部长   |
|      | 德拉斯塔玛特“德罗”·卡纳扬（Drastamat Kanayan）   | 1920年11月25日 | 1920年12月2日  | 最后一任国防部长 |

## 成就

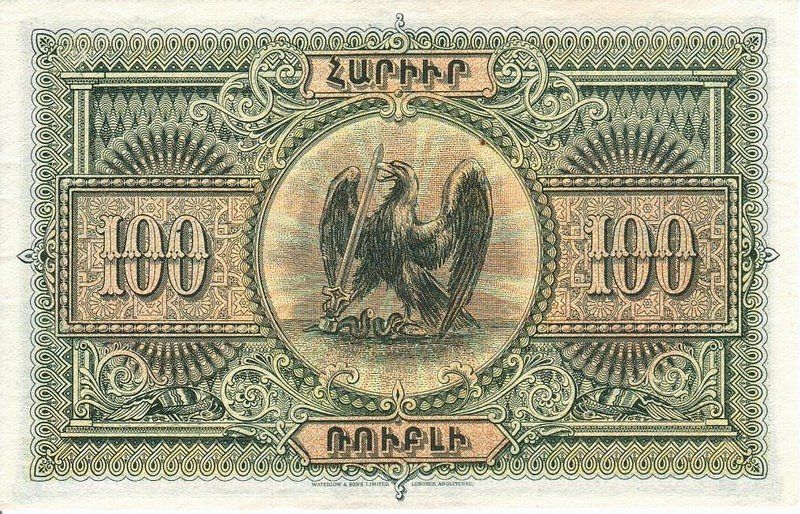
1920年亚美尼亚第一共和国发行的100亚美尼亚卢布

亚美尼亚第一共和国仅仅存在了两年时间，却对亚美尼亚民族和现代化进程带来了极为深远的影响。至1920年，有1400俄里（约1500公里）的电报线路得以修复，连接卡尔斯，赞格祖尔和瓦纳佐尔的电报线路已开始修建。大部分地区的公路铁路被重建，1919年11月，亚美尼亚与格鲁吉亚之间的列车客运服务也顺利开通。
1918年底，亚美尼亚政府改革了国家司法机构，首先设立了处理小额诉讼的调解选举法庭，随后又在中央确立了三大法律层级：初审法院——地区法院（Շրջանային դատարան）、上诉法院——司法宫（Դատաստանական պալատ），以及最高终审法院——元老院（Ծերակույտ）。此外，政府还规定所有政府机构必须采用亚美尼亚语，保护了亚美尼亚的民族独立性。
1919年5月，政府通过了一项计划，创办全国第一所大学，设有历史学、语言学、法学、医学和自然科学等院系——大学于1920年1月31日正式成立，并于2月1日开课，当时有8名教授和200名学生。初建时大学暂时设在亚历山大罗波尔的“商业学校”内，直到下一学年再搬迁，这一学校便为今日的埃里温国立大学。时任教育与文化部长尼古尔·阿赫巴良认为：“随着国立大学历史语言学系的开设，亚美尼亚正朝着恢复与西方伟大文明之间的传统联系迈出重要一步。“
亚美尼亚使徒教会对亚美尼亚的影响极为深远。而随着第一共和国建立，以亚美尼亚社会革命党为首的激进世俗派开始呼吁限制教会对教育的影响，关闭教会学校。亚美尼亚人民党对此表示反对，而长期执政党达什纳克则声明“教育将具有世俗性质，但仍允许自由选择宗教课程”。最终，议会确保了亚美尼亚教会仍有保留现存学校的权利。

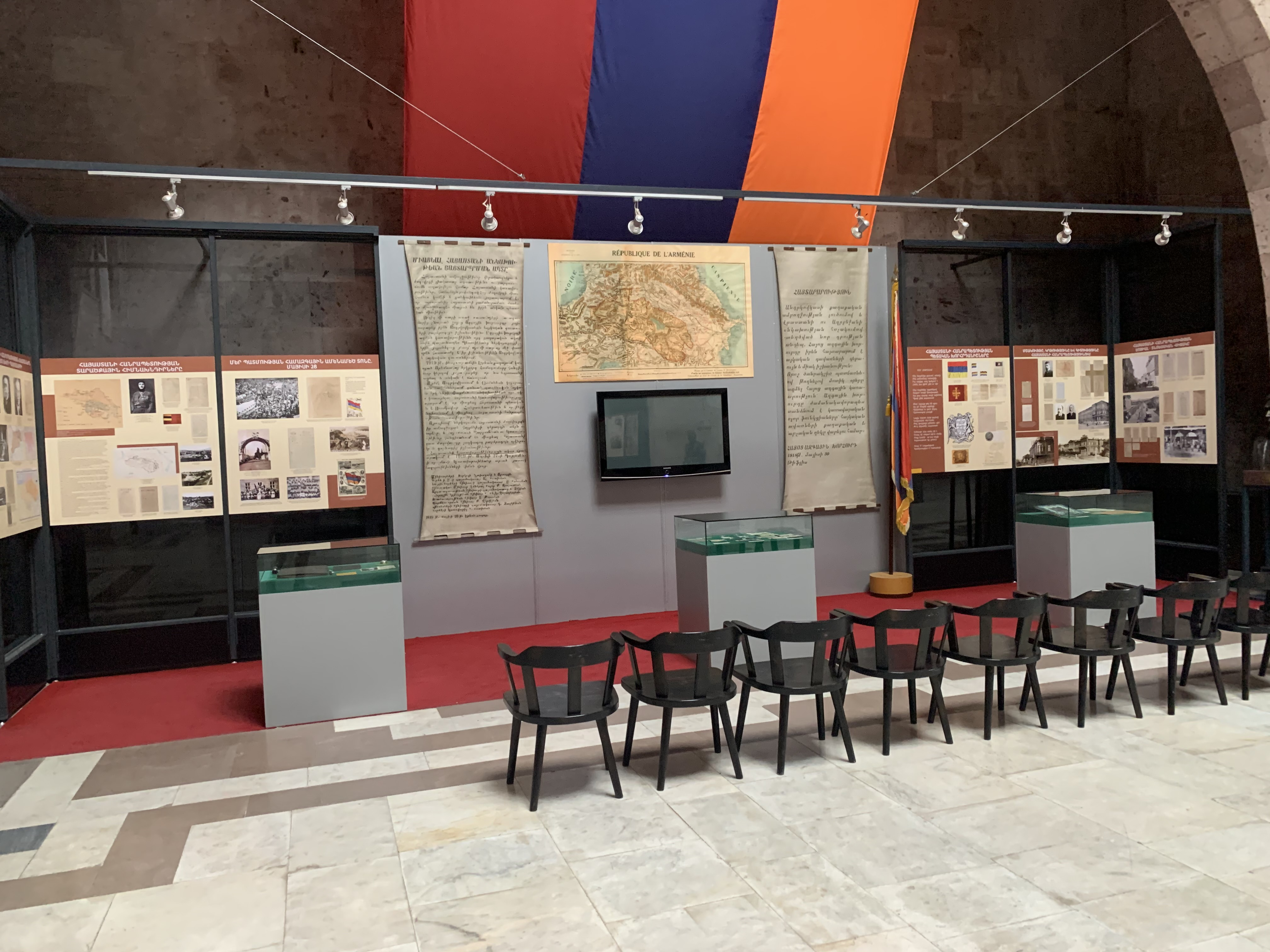
亚美尼亚民族志博物馆举办的第一共和国专题展

## 遗产与纪念
萨尔达拉帕特战役遗址上的萨尔达拉帕特纪念碑是亚美尼亚第一共和国的象征。每年5月28日，亚美尼亚的政治领导人以及成千上万的普通民众都会前往该纪念碑，庆祝亚美尼亚国家地位的恢复。
在他的短篇小说《亚美尼亚的安特拉尼克》中，亚美尼亚裔美国作家威廉·萨洛扬这样描写亚美尼亚第一共和国：“当然，那是一个小国，一个毫不起眼的国家，四面被敌人包围。但有两年时间，亚美尼亚就是亚美尼亚，而首都是埃里温。几千年来，亚美尼亚第一次真正成为了亚美尼亚。”